# 香港理工大學衝突
香港理工大學衝突是指在2019年11月13日至28日期間、在香港理工大學和九龍半島市區發生的警民衝突和圍困事件。由2019年6月起大規模爆發的反修例運動引發的示威席捲全港各地，然而政府卻不斷拒絕回應示威者訴求，導致暴力升級。警察暴力執法引起爭議、示威期間發生的陳彥霖死亡事件和周梓樂墮樓事件加劇警民對立，導致理大衝突及中文大學衝突。
自11月13日起，大批示威者佔領理工大學校園、堵塞海底隧道出入口，要求香港政府回應五大訴求；示威者在理工大學一帶與警察爆發衝突，警察不斷使用催淚彈等非致命性武器攻擊示威者，而示威者則以投擲汽油彈反擊。香港警察在11月17日封鎖理工大學，並阻止在校內的示威者離開。部分被困理大的示威者發起「圍魏救趙」行動，在尖沙咀東、佐敦及油麻地一帶向警察防線推進、試圖反包圍警察，雙方在市區發生激烈衝突。
有留守者不斷嘗試逃走，部分人被警察截獲被捕。警察圍困理大，導致校內物資短缺；校內的留守者身心俱疲，有部分人更患上疾病或出現心理問題；校內衛生情況惡劣，並被指發生人道主義危機；校外有市民及議員聲援理工大學內的留守者，也有市民清理路障。圍困後期，部分人士入校搜索示威者。警察最終在11月28日進入理工大學內搜查，並在29日正式解除封鎖。
衝突造成200餘人受傷，1,393人被逮捕。事件中香港警察被指不當拘捕醫護人員、製造人道主義危機、驅散期間引發油麻地踩踏事故，另外也被質疑濫用暴力、不當對待被捕人士；而示威者在衝突期間向警察射箭的行為也引起爭議。理大衝突導致校園嚴重損毀、也進一步推動《香港人權與民主法案》的通過。另外，有團隊製作紀錄片《理大圍城》記錄理工大學衝突，結果先後獲得2項獎項。

## 背景及前奏

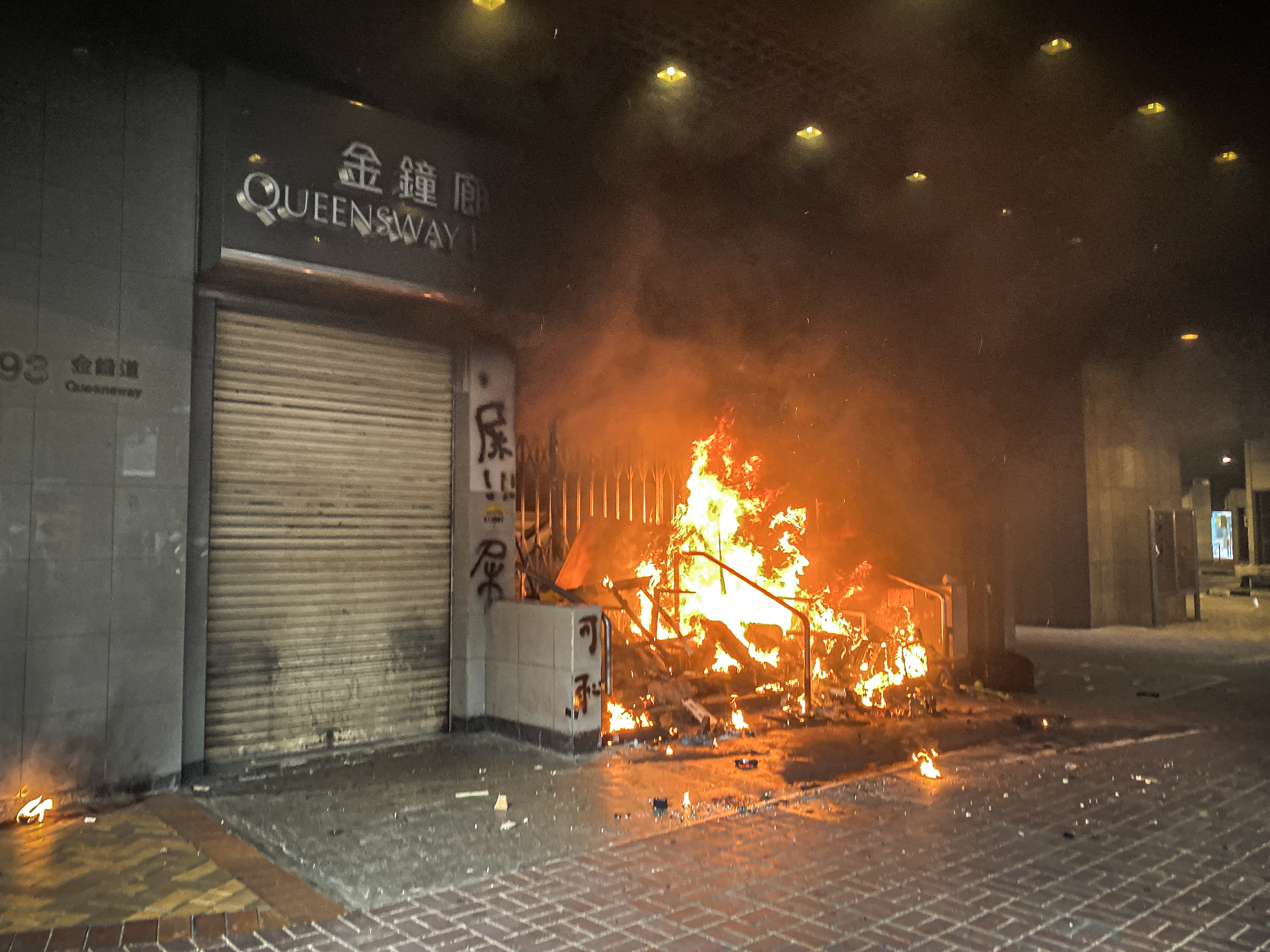
2019年10月1日，被縱火的港鐵金鐘站出口

2019年6月起，香港因逃犯條例修訂草案爆發大規模社會運動；在6月12日衝突後，民間提出五大訴求（撤回逃犯條例修訂草案、 撤回暴動定性、 釋放被捕者且撤回控罪、成立獨立調查委員會追究警隊涉嫌濫用武力的問題和林鄭月娥辭職下臺），政府依然拒絕回應示威者的訴求。在7月1日反修例示威者佔領立法會後，示威潮很快隨著暴力升級席捲全港各地、「遍地開花」，此後示威成為新常態，五大訴求的第五項訴求也被改為「實現真雙普選」。而在運動期間發生的元朗襲擊事件、太子站襲擊事件和香港警察暴力執法引起了示威者的不滿，使到市民對警察的信心下降。勇武抗爭的思想也在此時興起，進一步推動反修例運動的進行。
在示威行進到9月4日時，行政長官林鄭月娥發表電視講話宣佈，將會正式撤回逃犯條例修訂，在立法會復會後動議撤回修例草案，以「完全釋除市民的疑慮」，同時表示香港社會目前的矛盾反映了「長期積壓的政治、經濟和社會問題」。然而在此時，示威焦點已經從逃犯條例的修訂轉移到警察的濫權問題、示威者堅持要政府回應五大訴求；有意見認為香港政府事到如此方撤回修例，對於平定社會局勢作用甚微。
9月下旬，學生陳彥霖被發現全裸浮屍在油塘對出海面，由於其死因存在極大爭議、而且其生前曾經參與示威活動，成為示威持續的助燃劑。

### 「黎明行動」

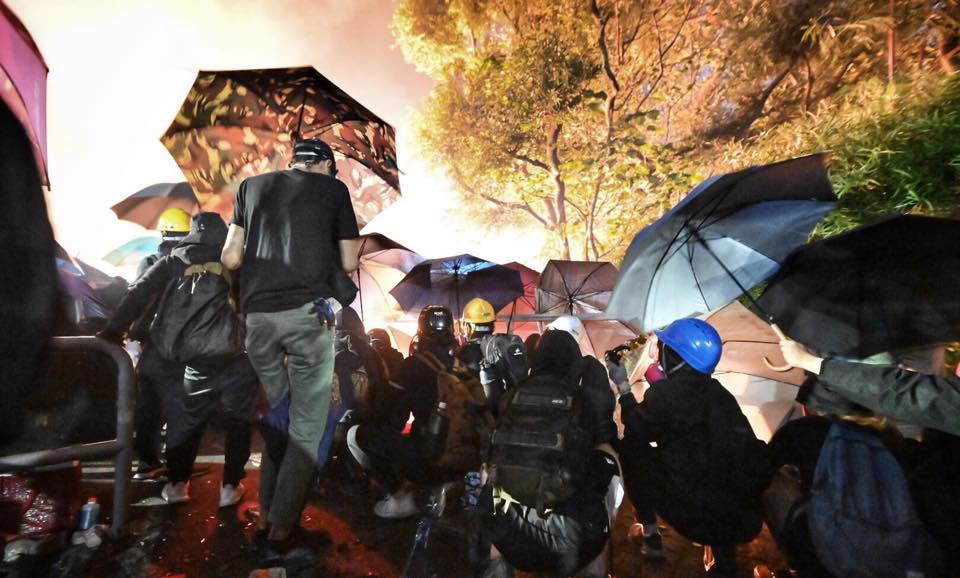
2019年11月12日，佔領中文大學的示威者

11月4日，在將軍澳發生警民衝突期間，學生周梓樂從尚德邨停車場的高處墮下，送院搶救後不治。周梓樂墮樓事件中疑點重重，案發現場沒有目擊者、亦沒有閉路電視拍到關鍵一刻；事件起因惹來民間揣測，警方被質疑阻礙救援、甚至被解讀成「被自殺」事件，導致警民對立情緒進一步升溫。11間院校反修例關注組發表聯合聲明，呼籲學生參與「黎明行動」、「代替周梓樂走完未了之路」。
11月11日，示威者發起「黎明行動」，在全港各地堵塞交通，發起罷工、罷課、罷市行動，警方在多區發起驅散行動。在當天上午8時左右，西灣河有一名黑衣示威者遭到交通警近距離連開3槍擊中；在馬鞍山也有市民遭到他人淋易燃液體後點火，身體多處燒傷。而在香港中文大學，示威者同步進行「二號橋行動」，在二號橋設置路障阻塞交通；從當天下午3時半起，警方在中文大學發射催淚彈、橡膠彈及使用人群管理特別用途車強攻校園，而示威者則以燃燒瓶及投擲雜物還擊。
衝突期間，東鐵綫及吐露港公路陷入癱瘓。在11月15日，留守中大的示威者逐步撤離，中大衝突結束；11月25日，中文大學重新恢復運作。

## 早期衝突

### 11月11日
2019年11月11日，因應「黎明行動」，有示威者於早上約7時15分在理工大學校園一帶的道路、用磚塊、垃圾桶、路牌等設路障，有校巴司機下車清理、亦有司機掉頭離開。有學校職員上前理論，欲阻止警員前進；同時有示威者在理工大學設路障、縱火。之後有警員進入理大校園範圍內，施放了最少兩枚催淚彈，示威者和學生一度四散，其後防暴警員退往連接紅磡站的天橋。由於衝突，理大校方決定取消當天下午2時30分前的所有課堂。警方事後稱，進入校園是因為有示威者逃入校園內逃避追捕，為「保障在場人士及警員生命安全及處理罪案」，使用最低武力進行驅散及保持防線。

### 11月13日至14日

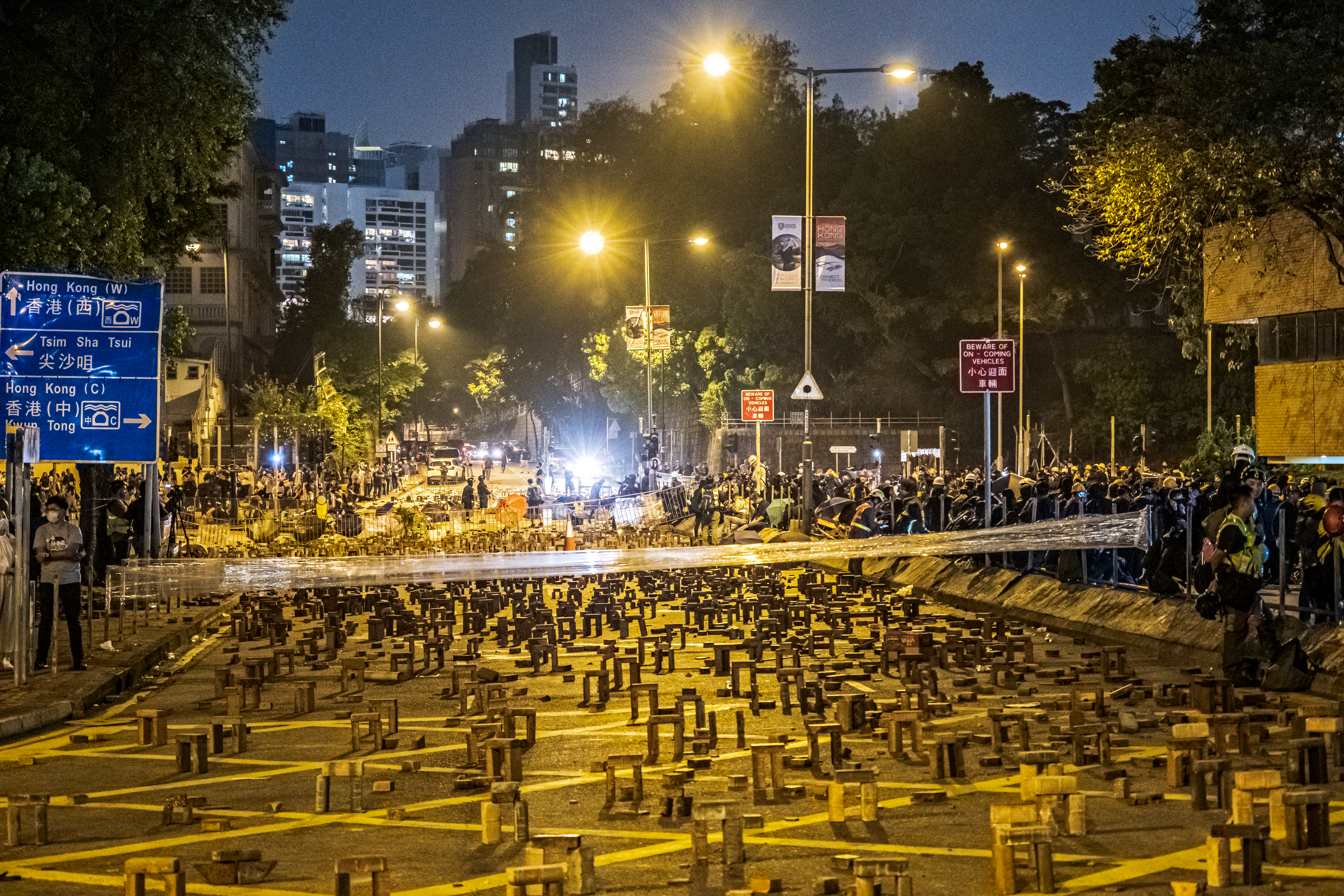
示威者在暢運道擺設的路障

11月13日，理大宣佈直接取消13日至17日所有課堂。當天1時15分，理工大學連接康莊道的天橋被示威者封鎖，而在下午4時至7時間均有示威者在暢運道天橋向下拋雜物，在紅隧入口設置路障。晚上8時及11時，有示威者向紅隧收費亭縱火。
11月14日約8時，有示威者走出理大校園，走到漆咸道南及暢運道交界、嘗試用雜物堵塞該道路行車線，警方很快到場並與其對峙。示威者持續在天橋上擲下雜物和汽油彈、向警員射箭；警方在早上9時首次向理大方向發射催淚彈。在理工大學對開暢運道被示威者用保鮮紙和雨傘封鎖，漆咸道南及柯士甸道交界處放滿磚頭，地上有鐵釘等障礙物。晚上時，示威者多次對收費亭縱火，但沒有造成傷亡。有一輛貨車在晚上7時，越過路障時，被黑衣人擲汽油彈。示威者在14日搬來水馬，封鎖紅磡站A1出口，令市民無法前往紅隧收費廣場巴士站及理工大學。

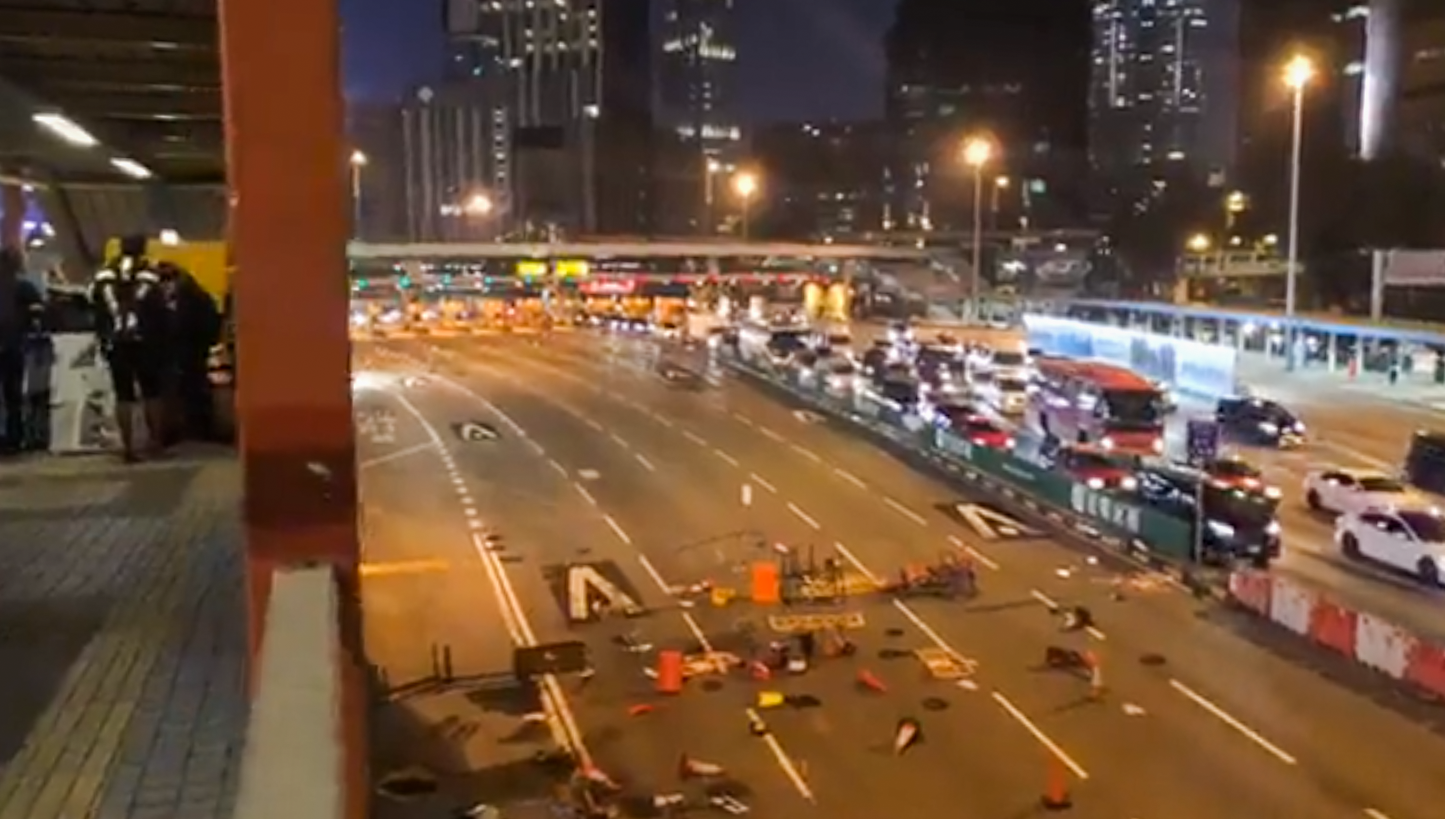
示威者從行人天橋上向紅隧入口拋擲雜物
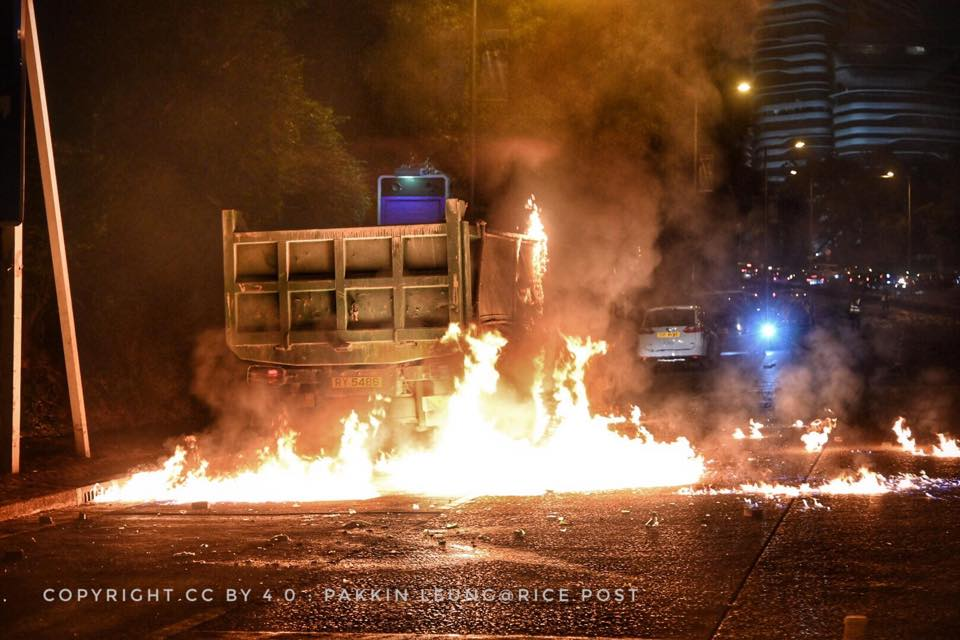
遭到示威者投擲汽油彈的貨車
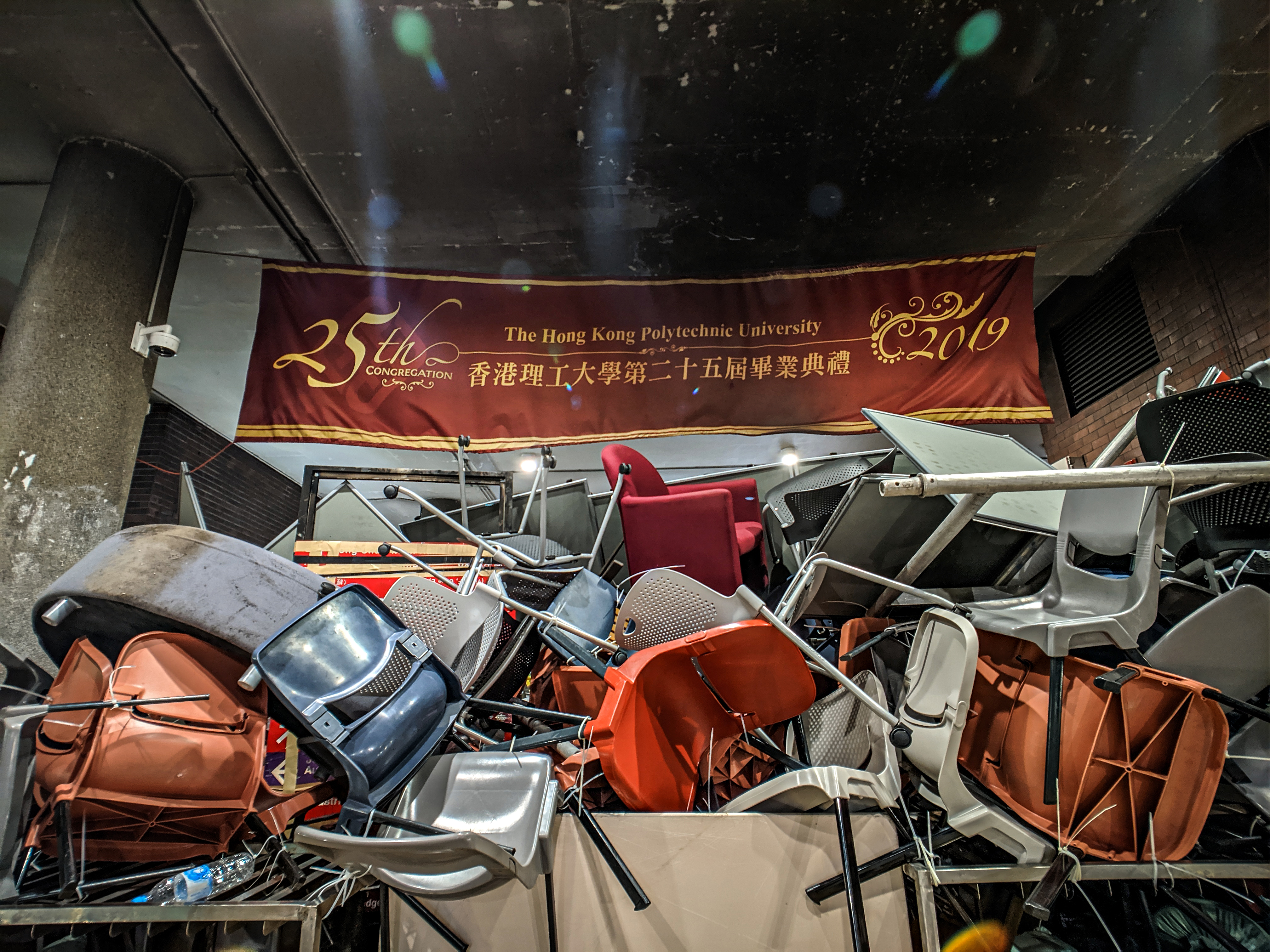
示威者使用雜物堵塞理大校園入口

### 11月15日至16日

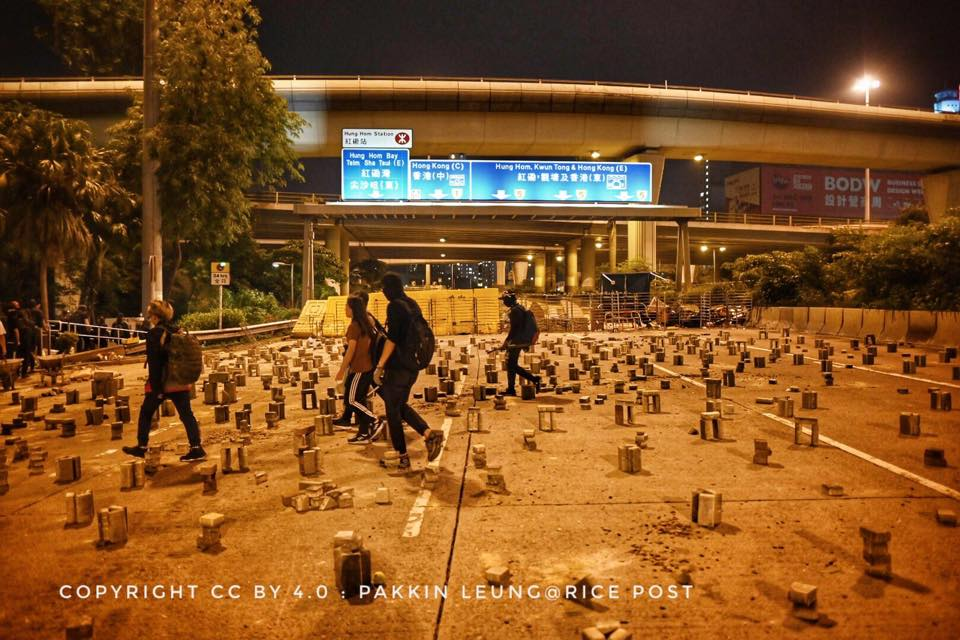
示威者在康莊道設置的路障

示威者從11月15日起在出入口設安全檢查站，進入校園前需要搜身和搜袋；紅磡站通往理工大學的天橋被示威者完全封死，用作哨站觀察紅隧口動靜，橋上擺滿燃燒彈、汽油彈。校內沒有職員上班，垃圾由留守的人自行清理、飯堂成為大型物資站。理大外圍道路有大量雜物阻塞，交通受阻。
下午5時許，有示威者向紅磡站路軌投擲汽油彈，港鐵工作人員其後將火撲滅；理工大學內出現自製投石機。網上有片段顯示示威者在理工大學校園內的泳池，練習投擲燃燒彈。
11月16日，紅隧所有行車線仍然保持封閉，連接理工大學的多條天橋繼續被示威者封鎖。紅磡海底隧道行政大樓被破壞；示威者再次在10時向紅磡站路軌投擲燃燒彈。理大校內多個課室及演講廳門外的閉路電視被噴黑，校務處及李嘉誠大樓有嚴重損毀。部分佔據校園的示威者進行清潔，並且提醒留守人士保持衛生及清潔；直到晚上前理工大學依然保持寧靜；而保安職員則開始撤離。
直到9時，開始有防暴警察進駐理工大學外圍；9時53分，有大批示威者在漆咸道南聚集，與警方對峙。在10時13分，在漆咸道南的示威者向警方防線投擲燃燒彈，現場火勢猛烈，警察隨即發射催淚彈、向示威者方向推進；柯士甸道的警察也在10時10分向示威者推進。但是在10時25分，警察撤到尖沙咀玫瑰堂。
晚上11時，警方從漆咸道南和科學館道兩邊推進，有人從理大平台向下投擲燃燒彈，無人受傷。防暴警察不斷發射催淚彈，部分催淚彈射進理大範圍內，有部份示威者撤回理工大學內。在2時半，水砲車及裝甲車暫時撤退，衝突暫時平息。

## 正式圍困

### 11月17日

#### 漆咸道南路口衝突

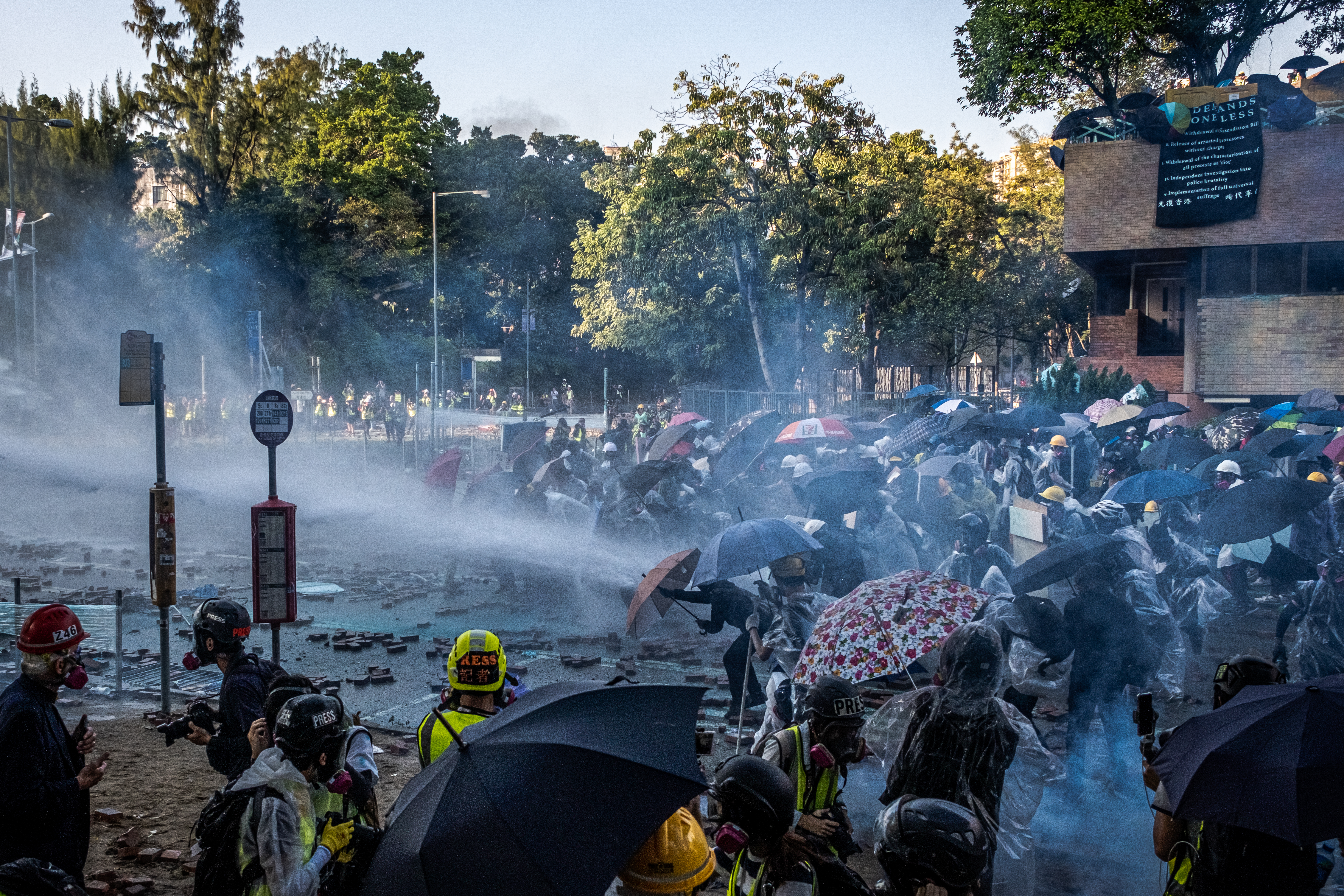
人群管理特別用途車向示威者發射水炮

11月17日凌晨12時2分，尖東行人天橋有示威者與警察對峙，警察發射催淚彈驅散；15分至27分間，示威者開始重新撤回到校園範圍，此後一直保持平靜。
一些市民在早上10時左右，自發到理工大學對出的漆咸道南協助清理路障，期間有示威者出言阻止，一些蒙面人向市民拋磚、驅趕市民，雙方在場隔空對罵。之後有防暴警察到場戒備，示威者及後組成傘陣與在場的警方對峙，警方在場施放多枚催淚彈驅散，有示威者投擲汽油彈還擊；防暴警呼籲協助清路障的市民離去。10時40分左右，雙方再爆發一輪衝突，及後於漆咸道南及暢運道交界處對峙。11時半，示威者以磚塊加保鮮紙築成的路障作防線，附近有樹木起火焚燒。
衝突在中午時分愈演愈烈，警方出動兩部人群管理特別用途車及銳武裝甲車同時向示威者防線推進，並發射藍色、透明催淚水劑，示威者則以投擲汽油彈及磚頭還擊。1時55分，一輛裝甲車被汽油彈擊中著火，要由其他水炮車射水撲救。下午近3時半，暢運道有示威者表示，因見到有特別戰術小隊持胡椒球槍進入附近的香港歷史博物館，故不少示威者留守暢運道；而館方則呼籲切勿對博物館作出任何破壞。示威者在理工大學A座附近，近漆咸道南的平台，不斷用巨型彈叉將汽油彈及硬物射向在場警員；有一名防暴警面罩中鋼珠，但無受傷。
下午2時，一位警方傳媒聯絡隊隊員被箭射中左小腿。警方稱，理工大學一帶的暴力行為已達「暴亂」程度，任何留守並協助暴徒的人都可能干犯暴動罪，警告「暴徒及所有支援暴徒的人，馬上停止違法行為及離開校園」。衝突期間，網媒《癲狗日報》攝影師遭到水炮車射中，頭部和腰部嚴重受傷、隨身攝影器材盡毀；《癲狗日報》發聲明譴責香港政府對傳媒濫暴。下午2時半，水炮車及裝甲車暫時撤退，衝突暫時平息。

#### 天橋衝突、正式封鎖

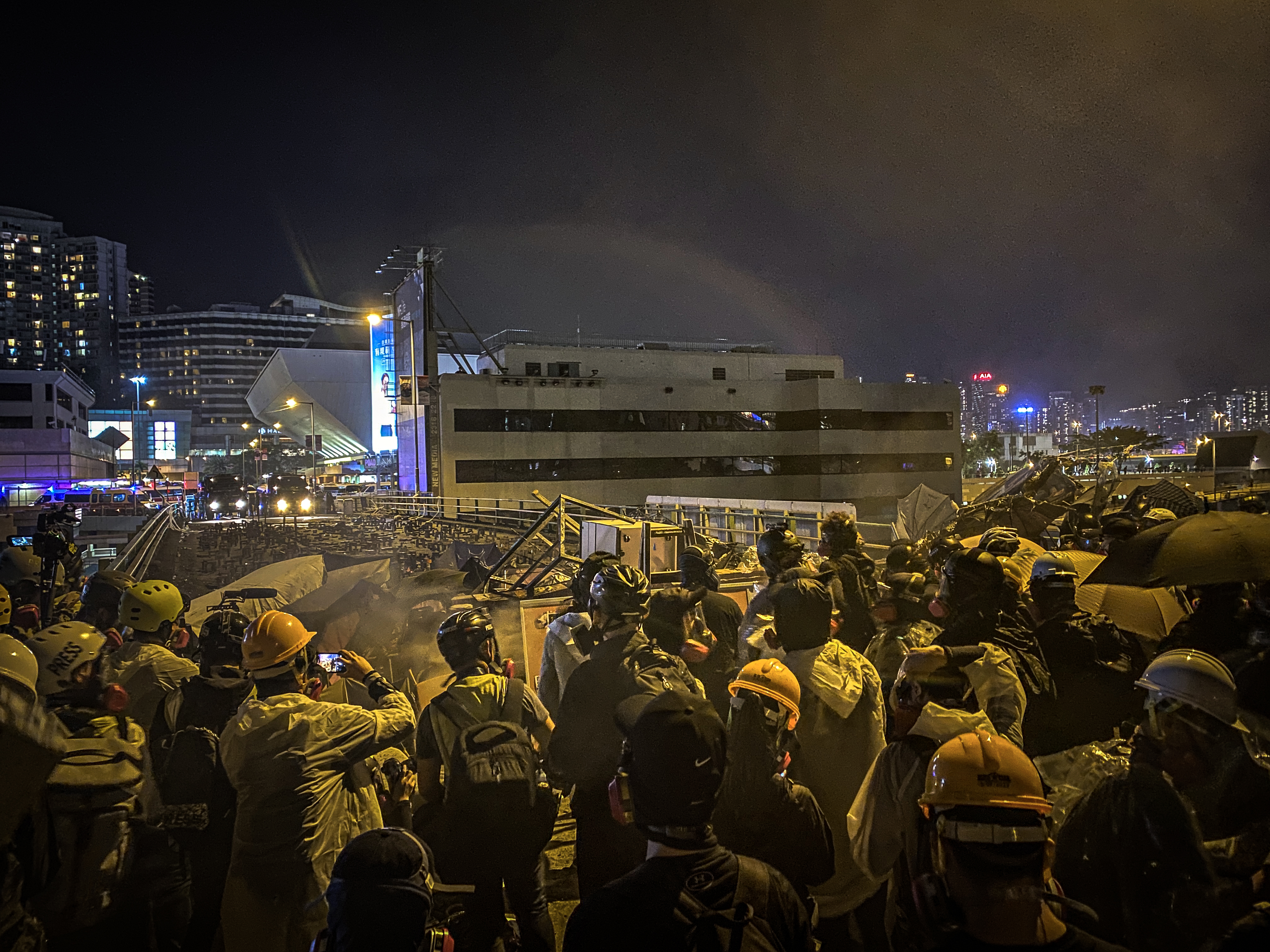
在暢運道天橋的警察部隊、聚集在天橋的示威者

下午4時，示威者再次推前防線，水炮車、特別戰術小隊再次出動，警方多次發射催淚彈，示威者繼續投擲燃燒彈；警方曾經多次向記者方向發射催淚彈。下午5時，數十輛警車從紅磡站與紅磡體育館之間的暢運道背後包抄示威者，示威者向推進中的警察投擲燃燒彈，之後在暢運道行車天橋的警察繼續與示威者對峙、拉鋸。6時30分，裝甲車一度推前衝過部份路障，卻因為汽油彈而後退。晚上7時許，暢運道天橋被示威者縱火，並傳出多下爆炸聲。其後消防員到場，射水撲熄火堆。晚上近8時半，示威者再次往天橋投擲汽油彈。
8時43分，立法會議員許智峯到場，稱有市民嘗試從多個出口離開校園不果，要求警方解釋。下午9時左右，警察裝甲車再次向前推進，堅守在暢運道的示威者，開始往前狂擲汽油彈，其中一輛裝甲車遭多枚汽油彈擊中起火，警方後撤並密集發射催淚彈。晚上9時30分，警方發新聞稿、要求校內所有人循北面李兆基樓（Y座）出口離開；然而，卻有記者、救護員從該出口走出之後被捕，《獨立媒體》記者也被迫關閉直播。
晚上11時，歷史博物館對出路口再次爆發衝突，約100名示威者在路面投擲汽油彈，警方以催淚彈還擊。之後水炮車駛到示威者防線不足十米，以白、藍兩支水炮掃射示威者，但示威者仍未有散去，並向水炮車投汽油彈。之後水炮車離去，雙方繼續對峙。
警方於下午5時至7時封鎖理大各個出入口，圍堵校園內的示威者，又透過新聞公告及社交平台，警告任何人進入或逗留於理大範圍協助「暴徒」，均有可能視為參與暴動；當天晚上11時，香港警察西九龍總區指揮官指示所有在場警察，以「暴動罪」拘捕任何從理大出來的人。
有消息指，警方在理大的行動涉及2,000警力、現階段亦不會主動強攻校園，因為警方不熟悉校內地形及危險物品分布；會以包圍方式「圍到他們（示威者）投降、圍他十日八日」，警方相信最激進的勇武派都在校園內，期望能在今次行動「一網成擒」。

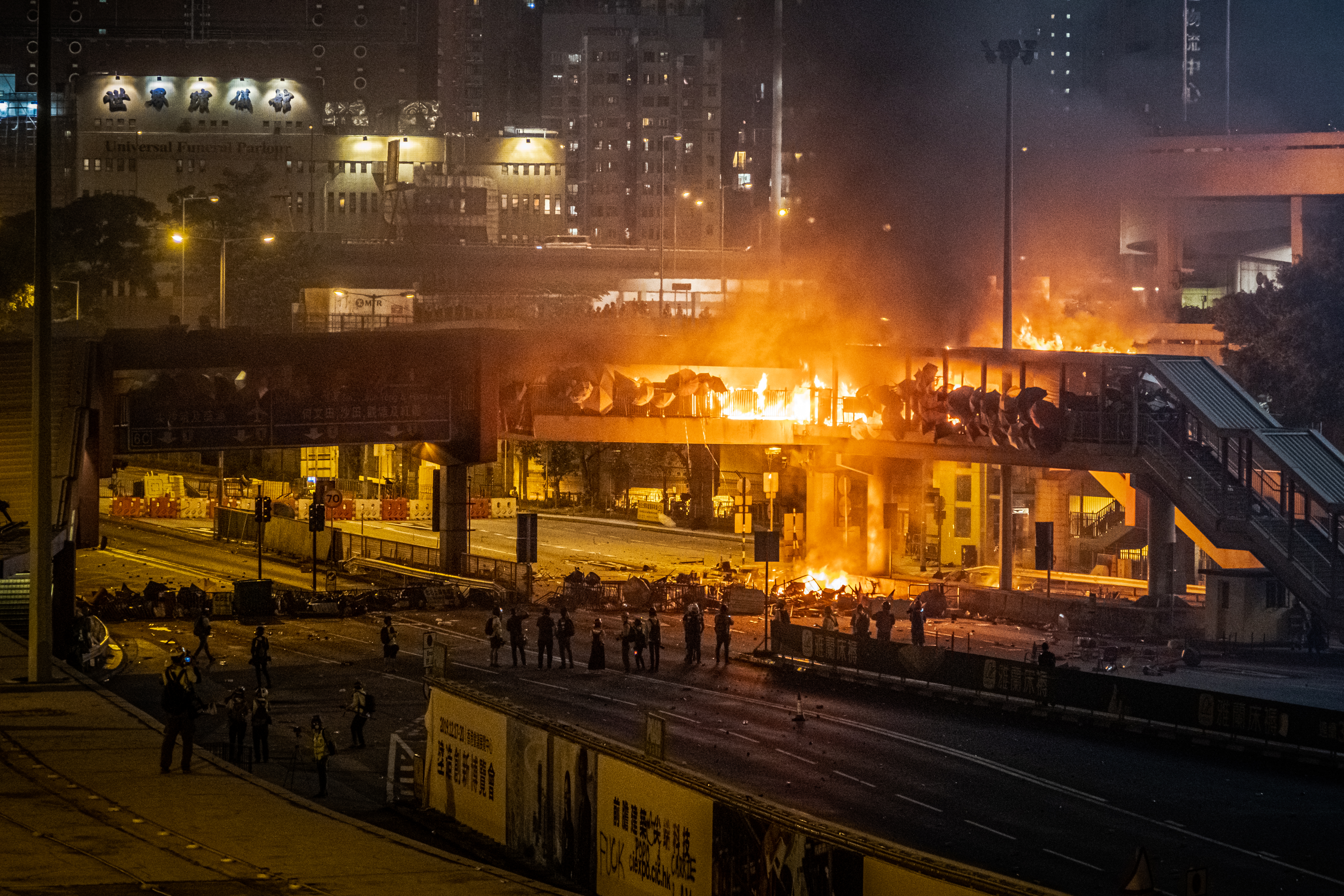
紅磡站連接理工大學的天橋被縱火，冒出滾滾濃煙
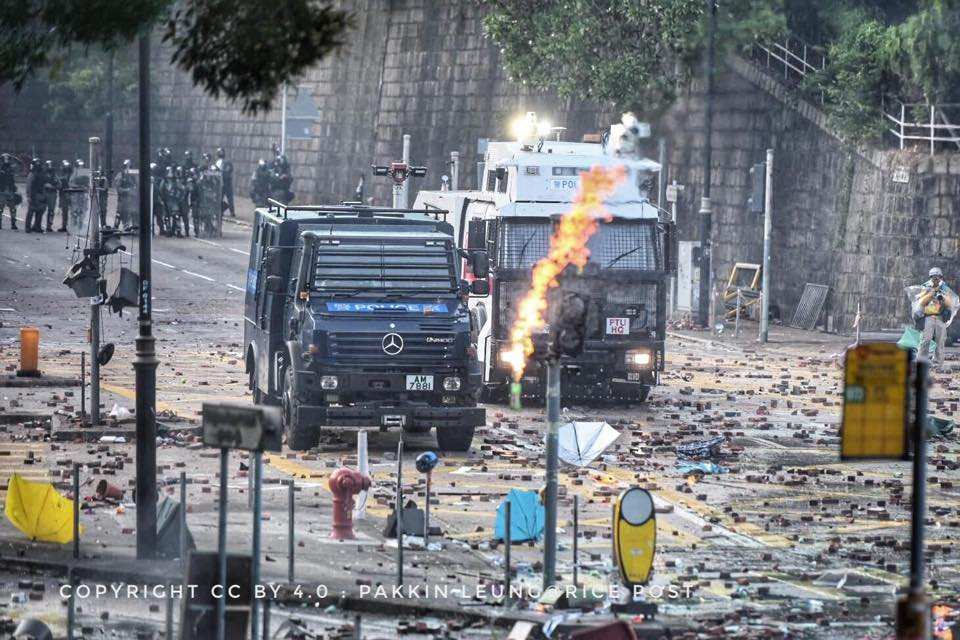
銳武裝甲車（左）和人群管理特別用途車在漆咸道南、暢運道交界處
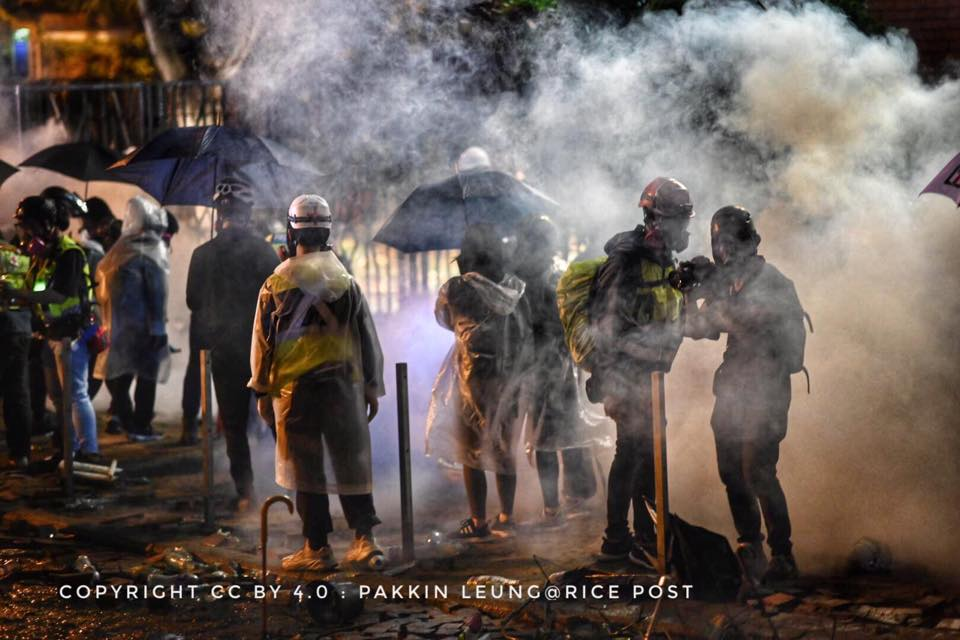
在理工大學一帶採訪的記者
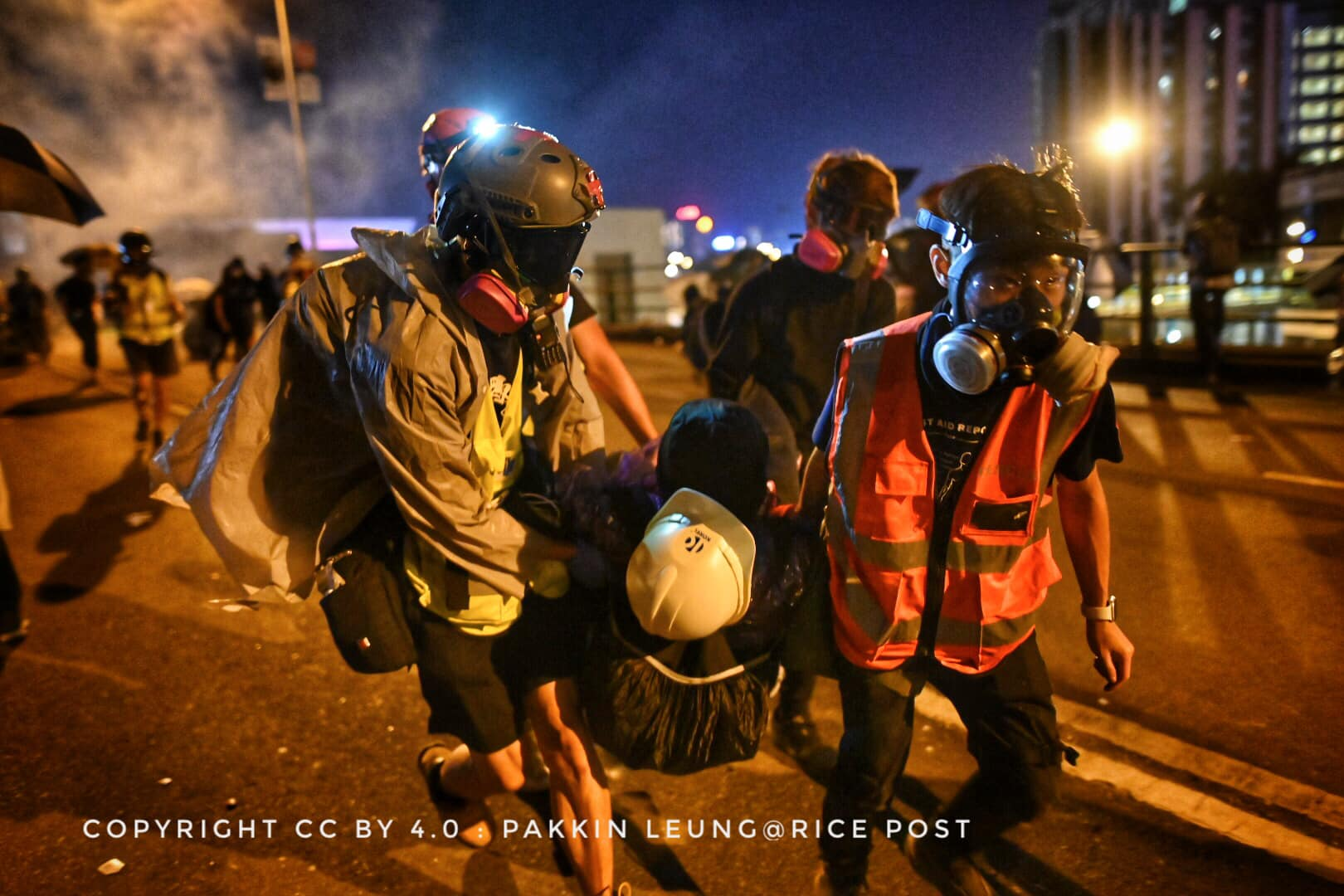
被抬走的受傷示威者
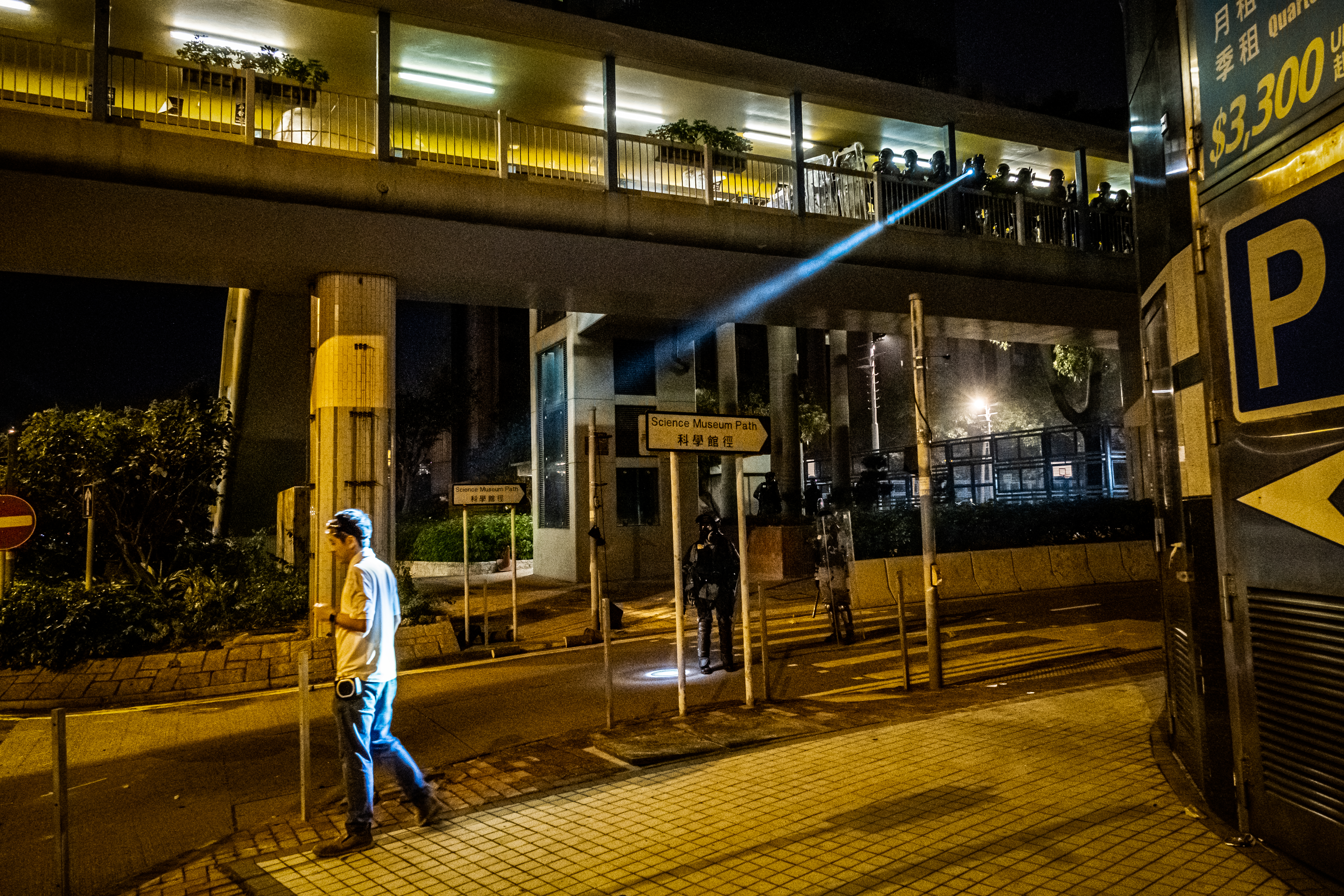
立法會議員許智峯和防暴警察交涉

### 11月18日

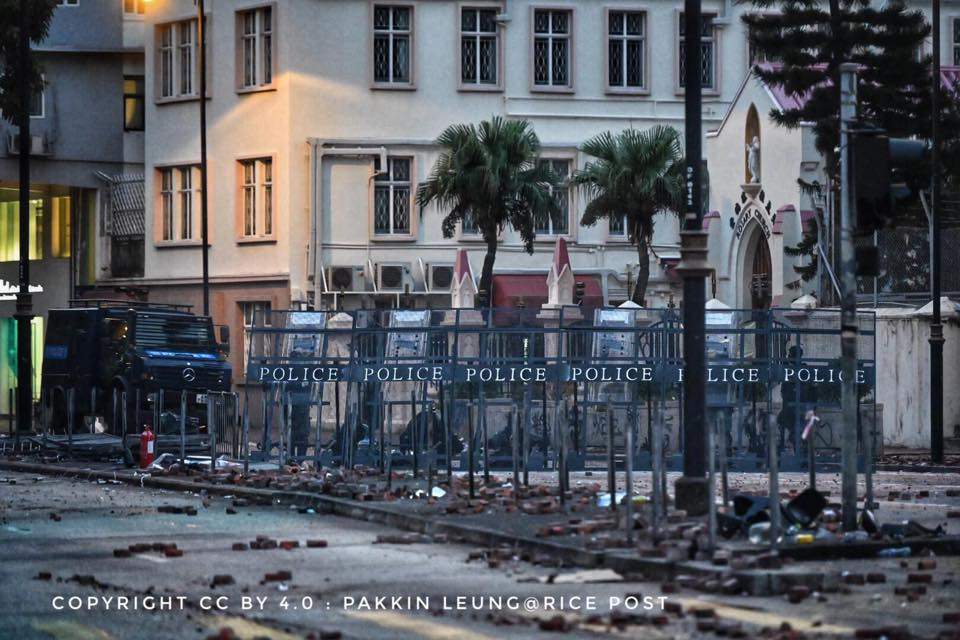
警察在理工大學外圍設置大型路障

11月18日凌晨，示威者及警方繼續激烈的攻防戰；理大對出暢運路水炮車與示威者仍在衝突中。多名泛民議員及天主教香港教區輔理主教夏志誠到紅磡，要求與指揮官見面，希望可以緩和局面。但警員呼喝他們，警告「立法會議員不要參與暴動」，又一直用強光照射他們、要他們立即離開。理大學生校董李傲然及學生會會長廖建鈞於記者會，呼籲校友及港人「救救理大」；理大學生會署理會長胡國泓和部分泛民議員指理工大學正在發生「人道主義災難」，呼籲行政長官林鄭月娥立即正視，避免發生嚴重後果。理工大學校長滕錦光連同4所大學校長聯合呼籲「理工大學一帶的各方克制」，並促請學生、校友及其他人士盡快離開。

#### A座突襲

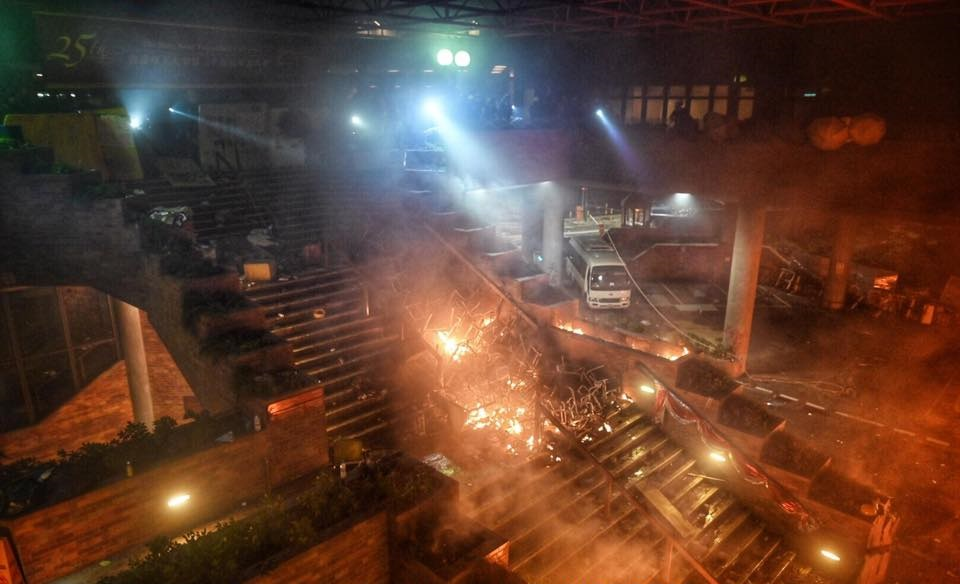
理工大學入口的長樓梯起火

凌晨5時半，特別戰術小隊及防暴警察突襲理工大學A座，示威者隨即退回校園內及不斷投擲汽油彈、理大平台一片火海，數名示威者被拘捕；同時一度攻入大學醫療避難處，導致有傷者和醫護人員被拘捕，但警察卻否認、聲稱沒有攻入理大。之後，特別戰術小隊從漆咸道南鐵絲網衝入，截斷暢運道過百示威者退路，示威者被迫退守入口長樓梯。據理大學生會的說法，理大校園內有許多傷者，有3人眼部受傷、約40人被水炮命中後患上低溫症，而由於校內大部份救護人員已被警方拘捕和帶走，因此校內並無足夠資源和急救人員處理傷者。A座突擊後，滕校長表示當前唯一的和平解決路線，就是示威者「主動投降」。

#### 突圍嘗試
早上約7時半，有大批示威者在校園南部嘗試突圍，但卻馬上遭圍困校園的警察部隊逼回校區，示威者透過校園外圍的鐵欄及破窗重返校內。警方再次呼籲於理大校園內的人立刻離開。8時32分，再有示威者分別沿漆咸道南及科學館道嘗試突圍，警方從多方面施放多枚催淚彈，逼使示威者於40分重新撤到校園。中午12時至1時30分間，大批示威者經暢運道嘗試逃離校園，但被警方攔截、施放多枚催淚彈，多名示威者被制服、並且被拖行，亦有警員倒地。
下午3時15分，有數名示威者從理大校園內衝出，跑上連接尖東的天橋頂嘗試突圍，其中兩人跑到天橋盡頭，最後被警察拘捕。晚上9時半，上百名示威者準備衝擊警方防線，警方判斷示威者有意從正門突圍；然而卻有大批示威者從行人天橋（理工大學第八期）使用吊繩，往下跳到漆咸道北行車天橋，往紅磡方向離去；近半小時後，警察才來到現場圍捕逃走中的示威者。

#### 理大內外

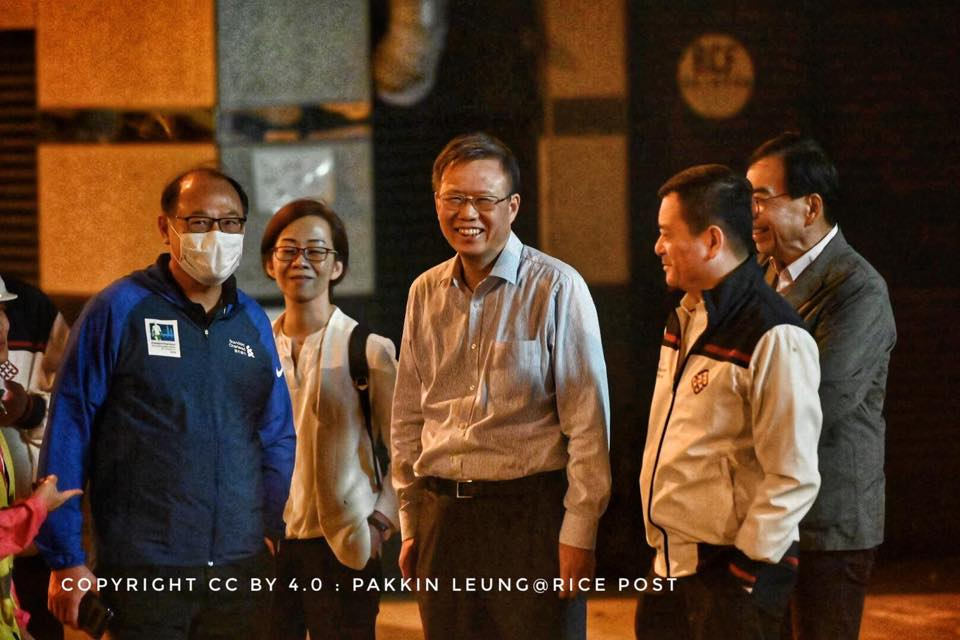
滕錦光與一眾管理層視察校園

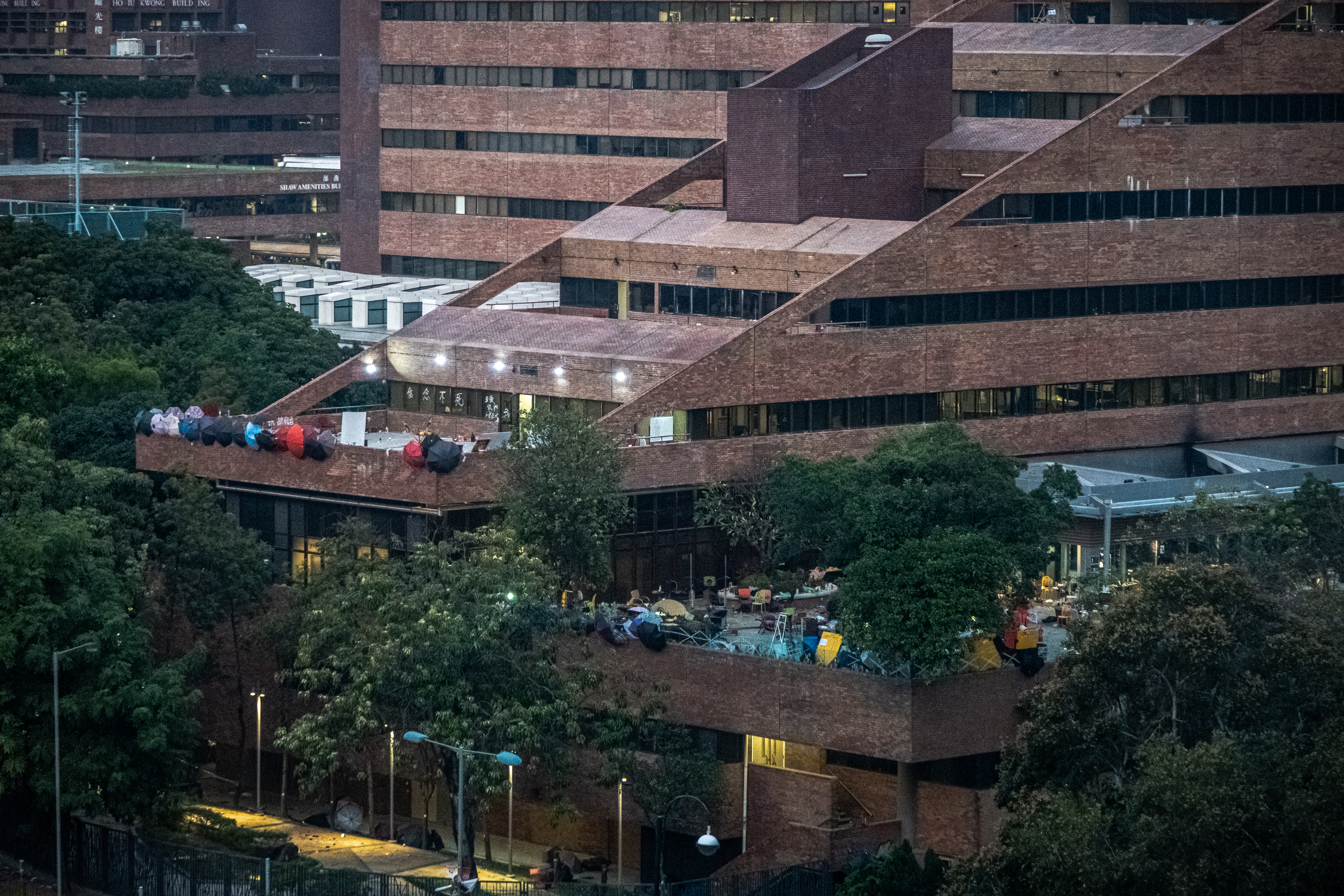
連日衝突之後的理工大學校園

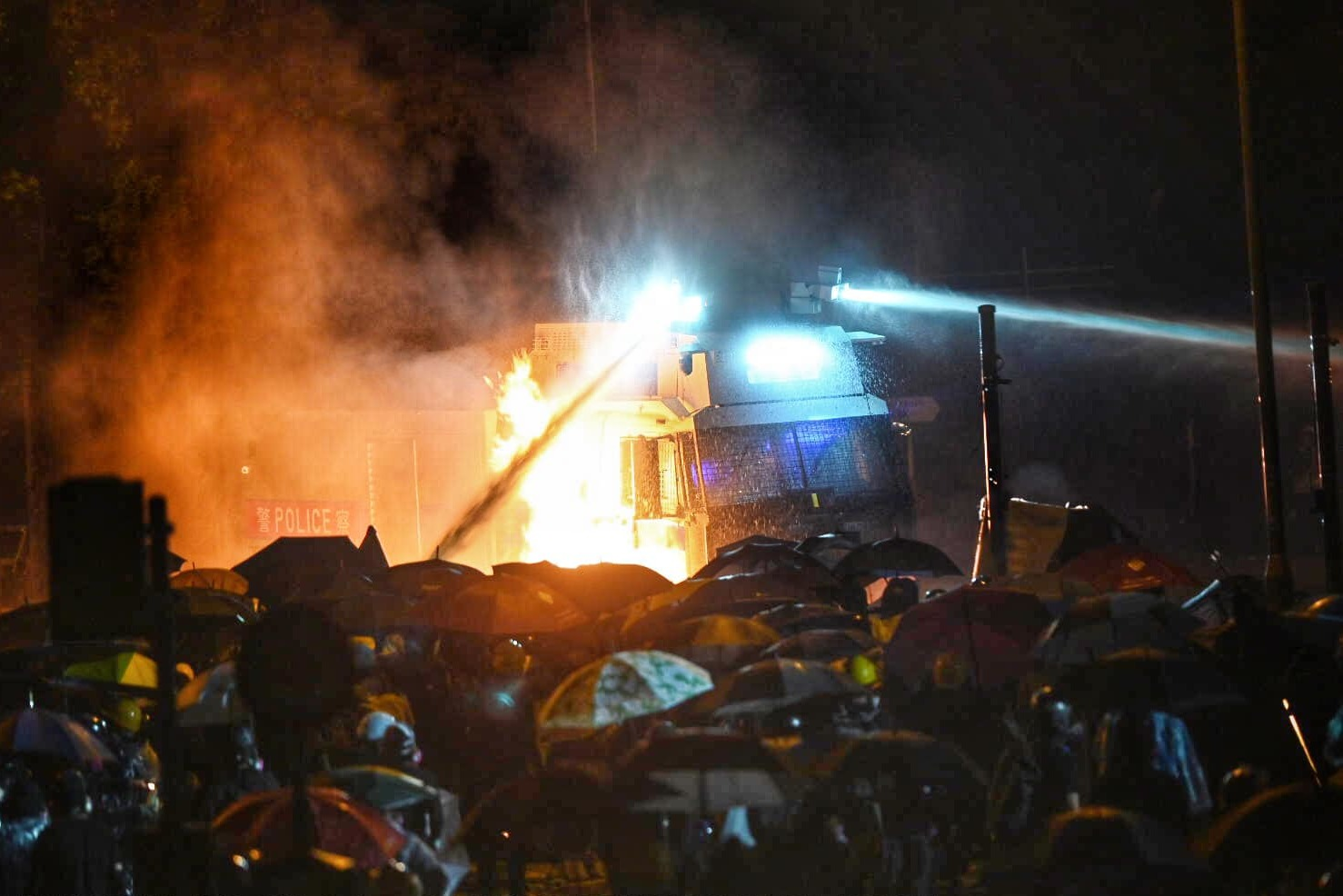
人群管理特別用途車正在向示威者發射水炮

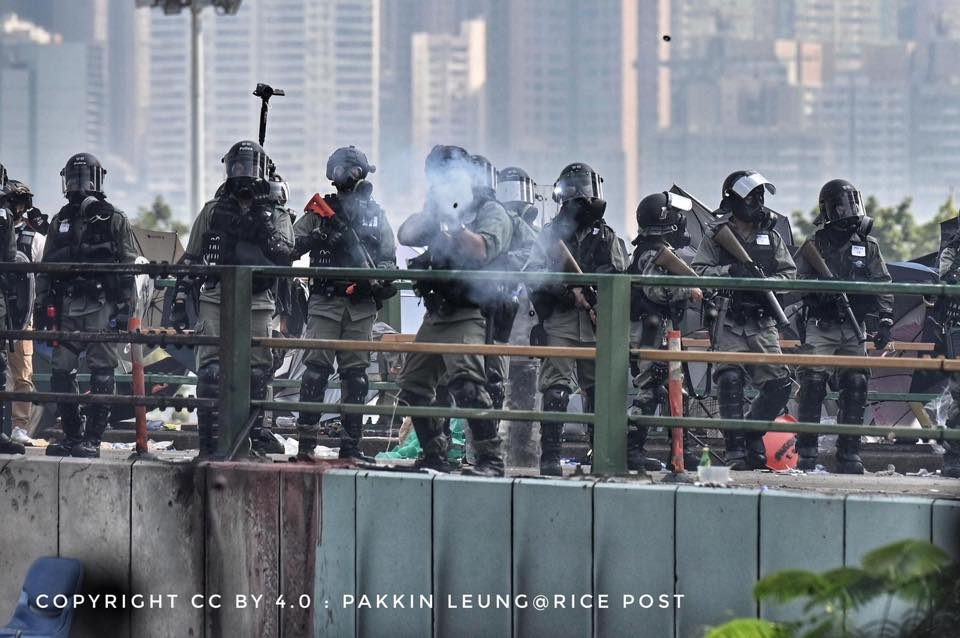
警察向理大校園內發射催淚彈

在早上期間至中午期間，留守理大者不斷與外圍的警察部隊發生衝突；曾經有人群管理特別用途車向校內射水炮；校園內仍然有近千人被困。急救員吳小姐通宵留守理工大學校園，她接受《明報》訪問時形容校園內的人無法出去，警察亦「圍而不攻」，局面僵持，質問「是否想餓死我們」。在下午2時許，有紅十字會人員進入校園。在中午時，有家長及數十名人士到尖東百周年紀念公園，在連接理大天橋口靜坐，聲援被困人士。下午5時，有人利用無人機將物資送到理工大學校園內。晚上7時，數以百計戴口罩的人和平地聚集在科學館道，但又被警方施放催淚彈驅散。
在漆咸道南和理大外圍，警察不斷使用揚聲器呼籲「示威者立即與暴力割席」，棄械投降、又播放歌曲，雙方繼續隔空對罵。之後理工大學一直有人走出投降、或者被救護員抬走。下午6時33分，紅十字會人員離開理工大學。晚上11時，曾鈺成、張達明、鄭承隆、羅永聰以及多名中學校長從康莊道進入理大校園、與示威者對話，之後有數百人跟隨他們和平離開理工大學。立法會教育界議員葉建源引述校長代表表示，經與警方協調後，於理大校校內18歲以下學生暫毋須被捕，可由校長接走。警方只拍照和記下身分證資料後，可直接回家。但警方會保留追究的可能，至於18歲以上學生，則會立即被捕。理大旁邊的尖沙咀東巴士總站外，有警員手持阿瑪萊特AR-15步槍戒備。

### 「圍魏救趙」反包圍
在理工大學被圍一天後，有網民在社交平台發起「圍魏救趙」行動，呼籲前往尖沙咀及佐敦一帶、解救被困在理工大學的示威者及學生，發佈「各區開花」、「全城救理大」等訊息。由11月17日晚上起，有大批示威者在九龍半島市區一帶聚集，並嘗試推進到理工大學。

#### 尖東、紅磡一帶衝突

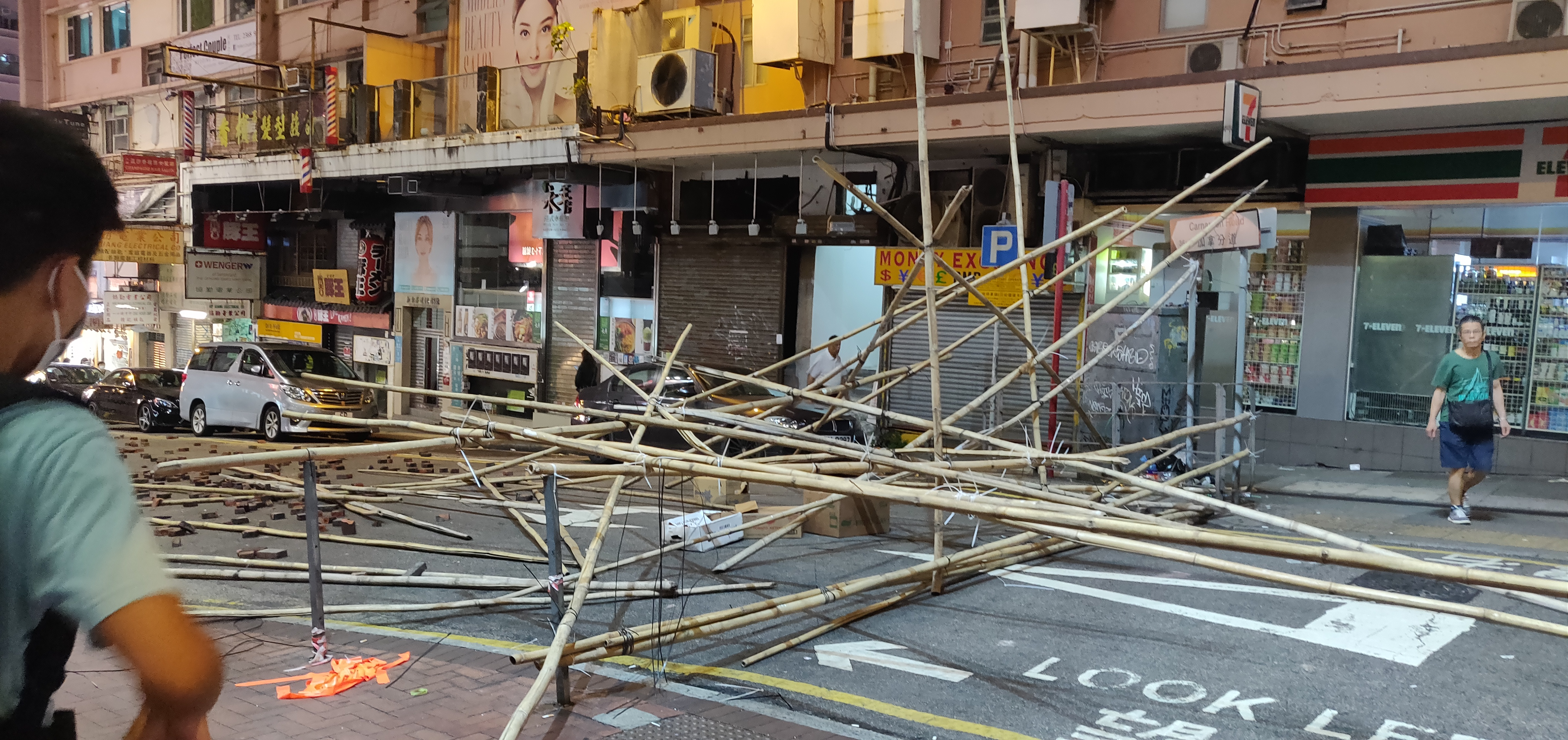
在尖沙咀街頭的路障

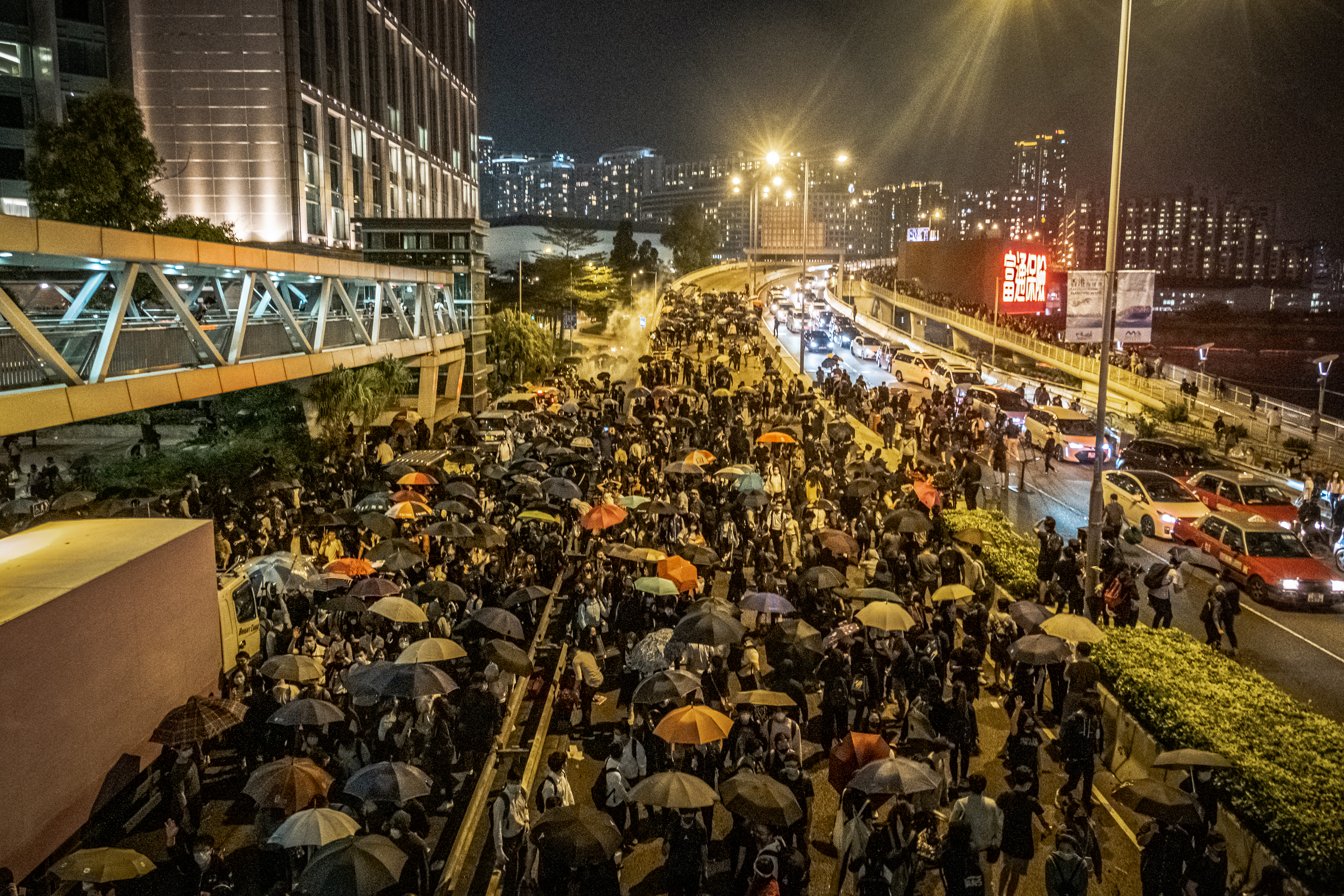
示威者佔領尖東紅磡繞道，並且嘗試推進到理大校園

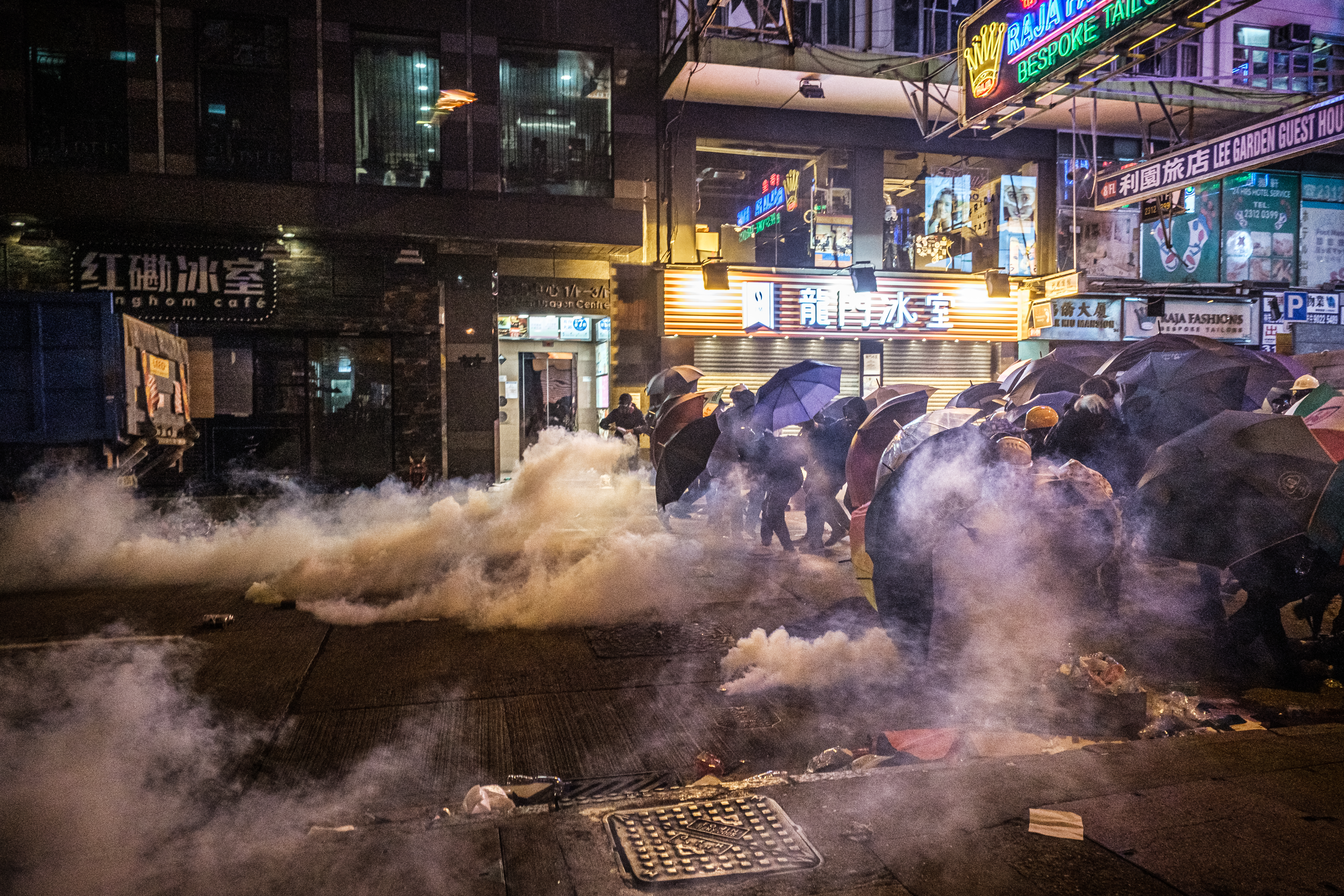
警察在金馬倫道發射催淚彈，驅散示威者

11月18日1時30分，大批嘗試從紅磡方向反包圍警察的示威者、沿機利士南路攻上紅磡站平台，但很快被催淚彈迫退；凌晨5時半，警察在油尖旺、佐敦及紅磡一帶進行清場、拘捕多人。在柯士甸道及漆咸道南交界，有人嘗試於8時19分走近理大校園，但被警察驅趕；在尖東，防暴警察在華懋廣場外圍堵近百人，被捕者包括香港民主黨主席羅健熙。新文華中心外在10時，逾50名市民被反手綁上索帶被捕。在早上9時有大批警車駛往尖東一帶；同時有大批示威者在尖沙咀金馬倫道設路障。
9時42分，警察在金馬倫道向示威者舉橙旗（警告開槍）；直到10時，警察開始推進，示威者先後退到九龍清真寺及栢麗購物大道。至早上11時，示威者於九龍清真寺對開以竹設路障，後往佐敦方向前進。有商舖在衝突期間被毀。
下午1時，在漆咸道南有示威者衝前向警察掟磚塊及雜物。下午2時30分，警察於金馬倫道及漆咸道南交界持續與示威者對峙，示威者以傘陣慢慢向警方防線迫近，警察在發射多枚催淚彈後衝前及施放胡椒噴霧，至少4人於路口被制服。之後在下午3時，示威者繼續在金馬倫道堵路、約百名市民組成人鏈運送物資。4時7分，漆咸道南及金馬倫道交界再次發生衝突，另外有人被打至頭破血流。之後警方出動人群管理特別用途車，大部分示威者撤退至內街。傍晚5時至6時間，金馬倫道再次爆發衝突，警察突然在沒有警告下發射橡膠子彈，示威者以多枚汽油彈還擊。7時，有近百名民眾在尖東廣場舉行和平集會，聲援被困理大的示威者。
另一方面，在尖東海旁有大批示威者、從晚上8時起沿麼地道（近華懋廣場）、梳士巴利道（經紅磡繞道行車天橋）兩路向理大推進，警察不斷發射催淚彈、出動人群管理特別用途車並將藍色催淚水劑射向群眾；示威者隨即組成傘陣、不斷投擲汽油彈，慢慢向科學館道推進；麼地道示威者不斷擲汽油彈及推前。到了9時，示威者曾突破警察防線，但之後不斷後退；最終示威者在11時全數撤到漆咸道南。
11月19日凌晨12時7分，蕪湖街近漆咸道北有示威者與警方以汽油彈及催淚彈互攻。34分，人群管理特別用途車再次出動，向附近行人路射催淚水劑；有示威者以街上雜物作路障，之後警方向示威者發射胡椒球彈及催淚彈。示威者稍為後退，之後又迅即回到路口。漆咸道南繼續有示威者與警察對峙。

#### 佐敦、油麻地一帶衝突

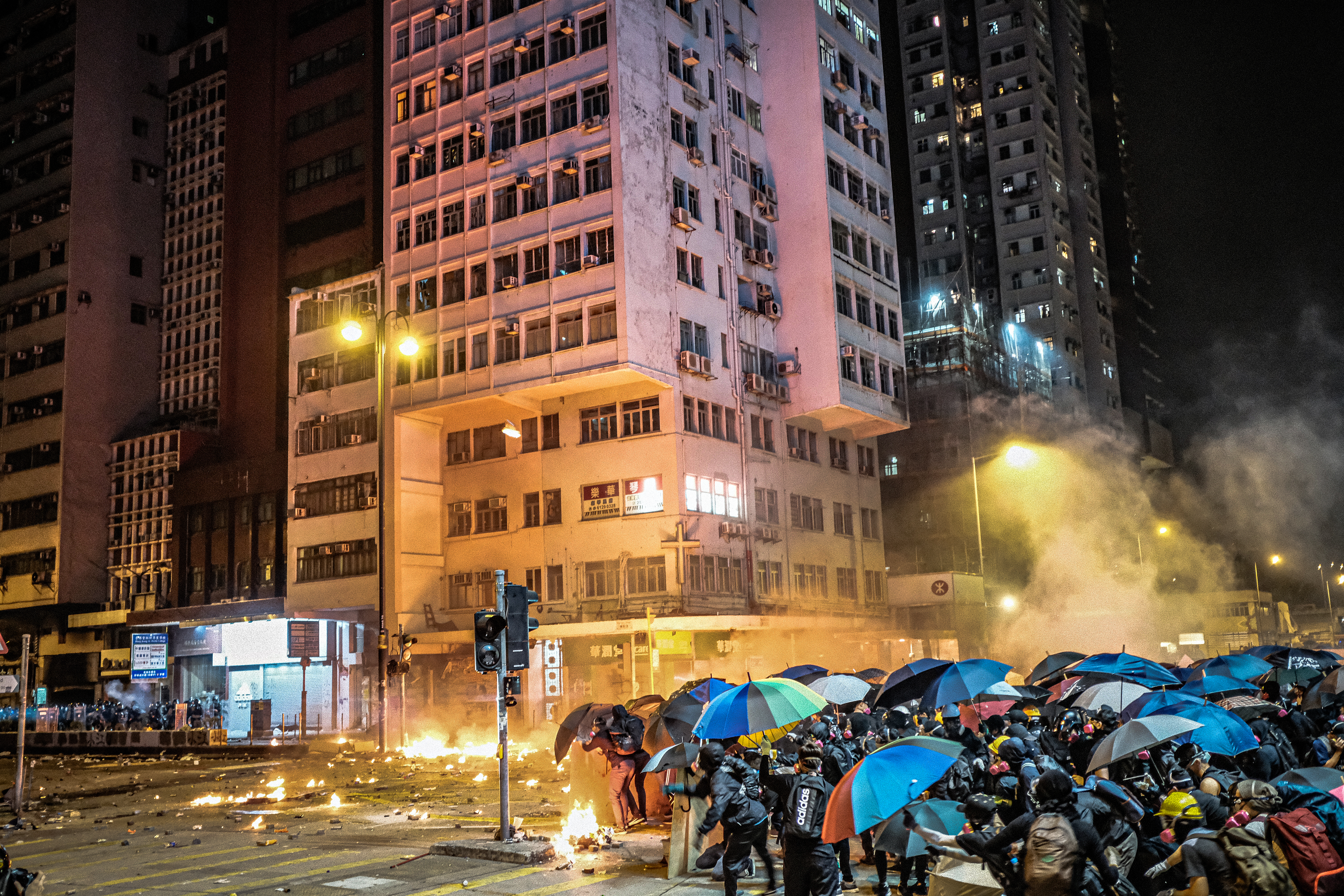
示威者和警察在彌敦道近油麻地位置對峙

凌晨3時45分，佔據彌敦道的示威者與警方爆發衝突，示威者一度向尖沙咀方向推進，更有人駕駛挖土機前進。警方隨即施放多枚催淚彈進行驅散，示威者隨即退後，並投擲汽油彈還擊。9時半，近70人在佐敦柯士甸道聚集，並以鐵馬等雜物築起路障堵路。早上10時，示威者在彌敦道建路障、並且縱火；警察推進後，示威者退回金巴利道，再轉入柯士甸道；轉入柯士甸道期間，有民居遭催淚彈射爆玻璃窗及被催淚彈引發的火警焚毀。

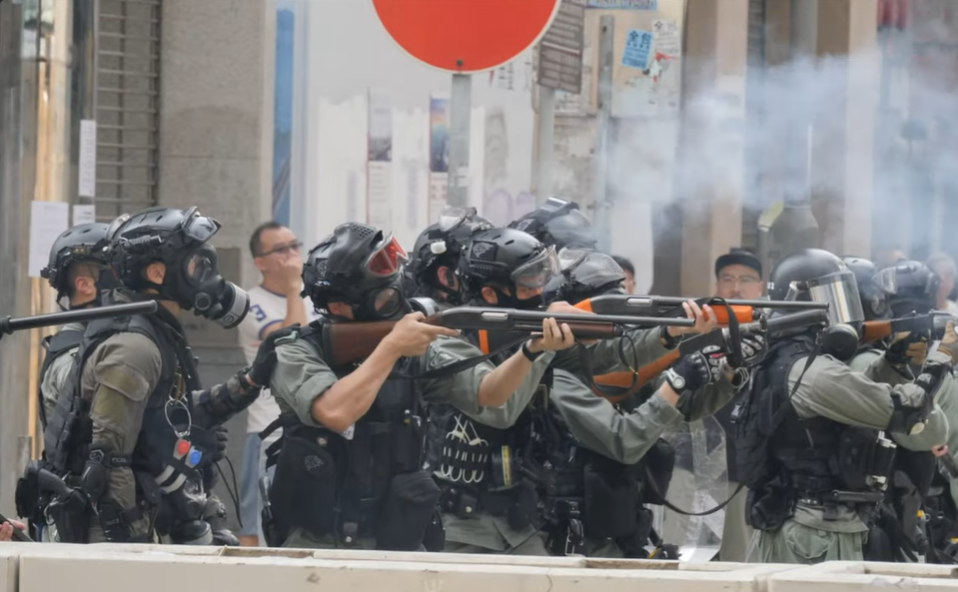
警察向聲援理大的示威者發射橡膠子彈和布袋彈

至早上11時半，逾百示威者高呼「救理大」，並向伊利沙伯醫院方向前進，防暴警察發放多枚催淚彈，有示威者疑頭部中槍；醫管局呼籲伊利沙伯醫院內的病人留在安全地方。11時35分，警察在西九龍走廊天橋舉起橙旗黑旗，向佐敦道發射多枚催淚彈。同時，約50人在拔萃女書院、土地審裁處外的加士居道集結，有人手持汽油彈及磚頭等物品，向警方在加士居道的防線推進，警方驅散及制服部分示威者。下午3時，大批示威者再於加士居道橋底向前推進。下午4時至晚上，加士居道的衝突持續、警察發射大量催淚彈驅散，但示威者尚未撤退。警察在下午5時在窩打老道發射催淚彈。
晚上7時22分至43分，警方在佐敦道、彌敦道交界不停施放催淚彈，人群管理特別用途車在彌敦道射水，以驅趕嘗試前往理工大學的示威者，大部分示威者向佐敦道方向逃跑。約10分鐘後，警方再射催淚彈，但部分示威者繼續向柯士甸道推進。8時23分，示威者在彌敦道與西貢街交界用竹枝紮成大型路障。

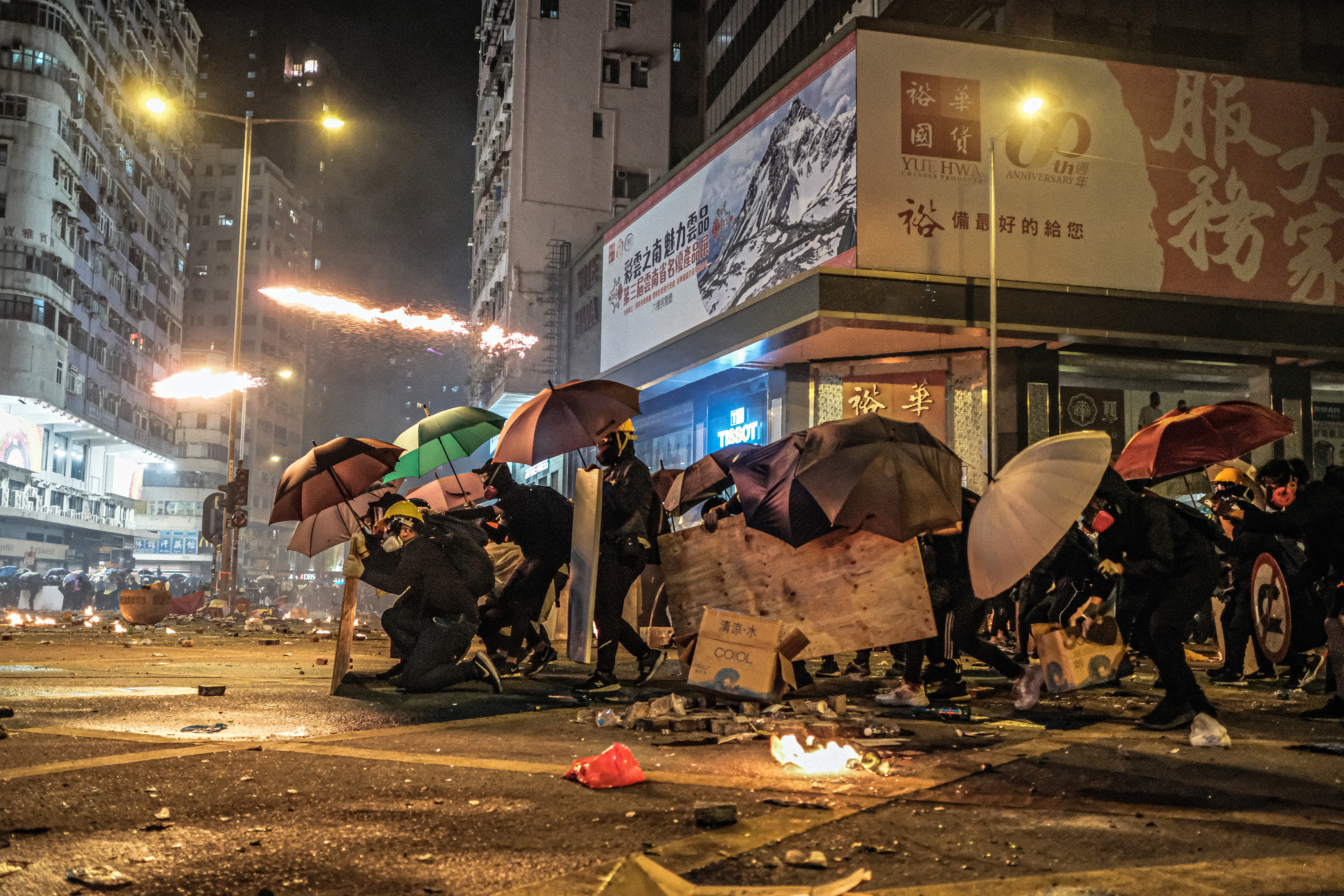
在彌敦道、佐敦道交界處的示威者

同時彌敦道、佐敦道交界（佐敦薈、裕華國貨外）發生衝突、示威者不斷投擲燃燒彈；雙方拉鋸對峙1小時多，警方由晚上約10時起進行圍捕行動。晚上9時至11時間，加士居道和彌敦道、窩打老道交界處發生激烈衝突；彌敦道的示威者不斷向警方推進。11時32分，大批警察在彌敦道衝前展開拘捕行動，多人被警察制服。

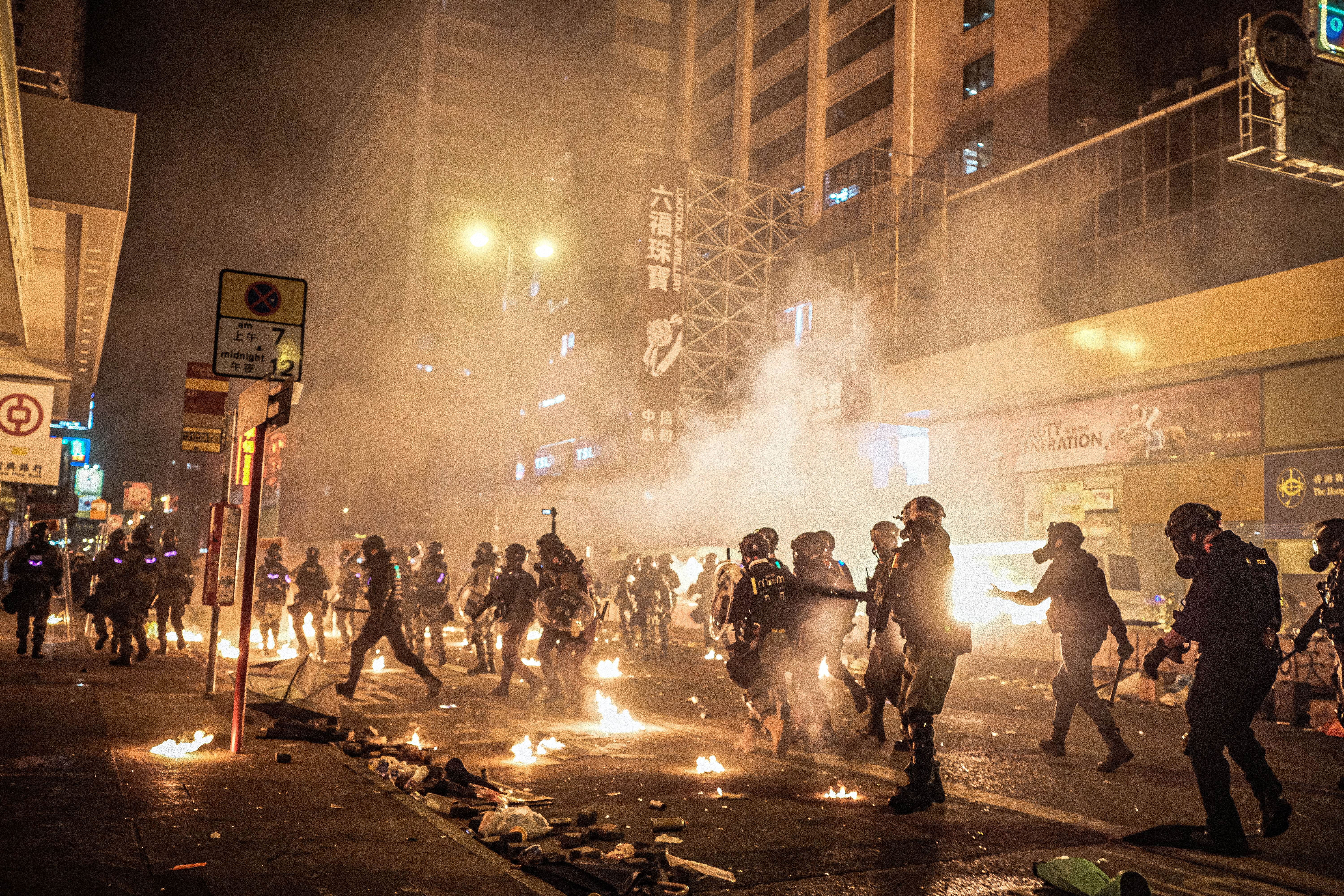
在彌敦道推進的警察

在油麻地的衝突到11月19日凌晨持續，有示威者的燃燒彈誤中渣打銀行地舖及鄰近的廣告牌；廣告牌着火後，火勢蔓延至建築物，火舌有3至4米高。之後警方再推前防線，示威者退去。示威者在彌敦道與窩打老道交界，持大型木板與床褥遮擋，嘗試向警方防線推進，又投擲汽油彈、現場一片火海。上海商業銀行大廈對出十字路口有激烈警民衝突，警方不斷向示威者防線進攻。警察由11月18日的11時20分，開始向示威者推進，並且使用閃光彈，最終在窩打老道及咸美頓街之間的一段彌敦道拘捕213名示威者。在警方驅散時，在油麻地站A1出口旁邊的小巷發生踩踏事件；警方否認曾經發生人踩人，但有消防員作供指當晚的確有發生人踩人事件、一些傳媒也拍攝到現場確有其事。

### 11月19日

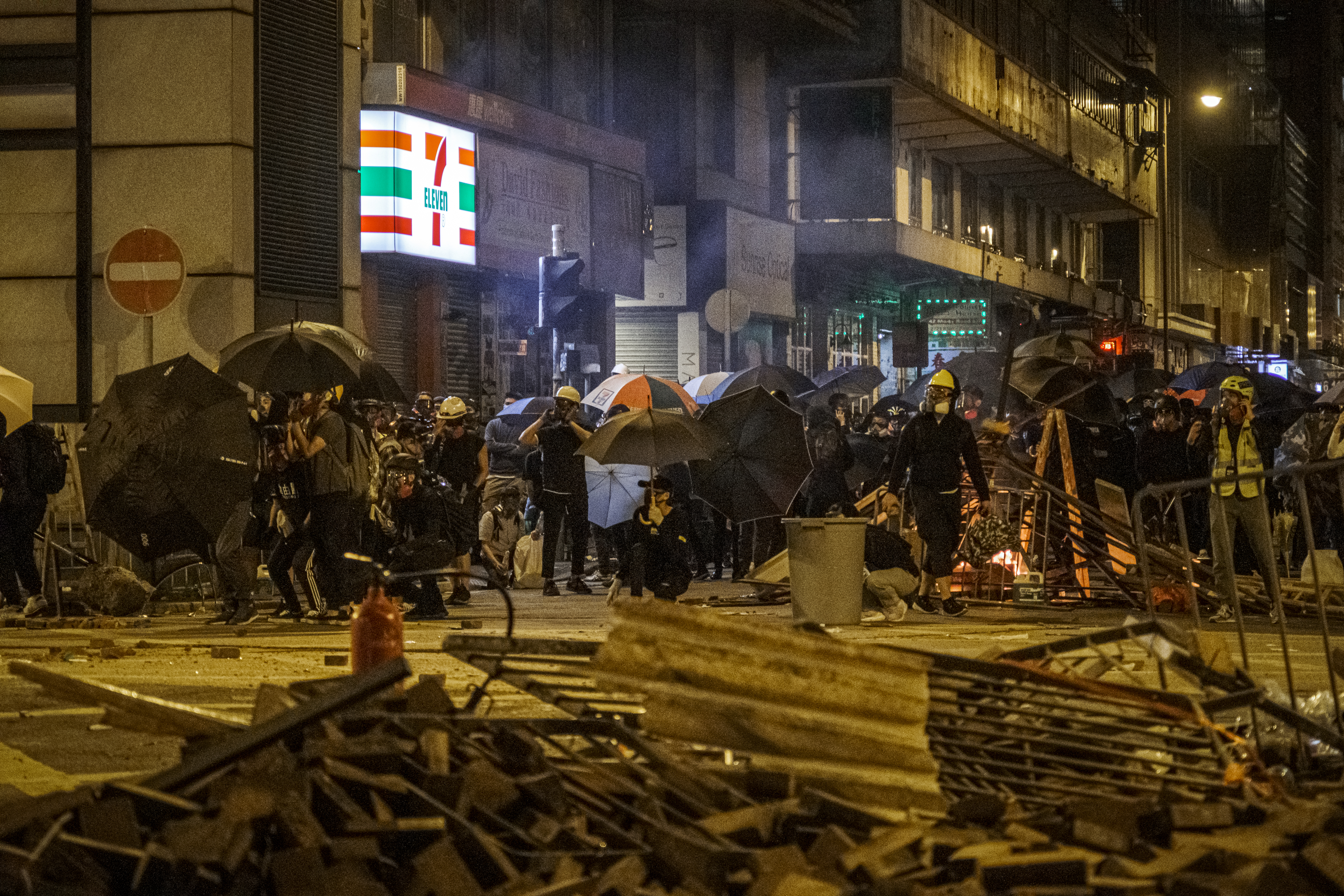
19日晚間，聚集在尖沙咀一帶的示威者

11月19日凌晨，尖沙咀金巴利道再次有人集結，有人向警方防線投擲汽油彈。3時45分，警方開始圍捕，把示威者包圍在厚福街一帶的後巷，21人被捕。

#### 繼續突圍
11月19日上午5時多，連接理大主校園及Z座的行人天橋起火，在場人士、記者嘗試將火救熄未果；有人鋌而走險，跳過火堆進入Z座後跑出馬路嘗試突圍，但被警員發現喝止，最後返回校園範圍。
早上8時，3名示威者突圍失敗，於理大正門出口被警方拘捕。
晚上10時42分，在義務急救員離開的同一時間，有一批示威者在校內逃出，但即被警察發現，一共有15人被捕；另外一批抄近路突圍的示威者被警方發射胡椒球彈擊退，返回校內。
11時，最少6名示威者趁機突圍逃走，爬過鐵絲網進入紅隧範圍，惟最終被捕。
另外校內有人開始嘗試透過爬渠逃離校園，但最終因渠道「太臭」被逼放棄，部分人受輕傷送院治理。

#### 理大及其他情況

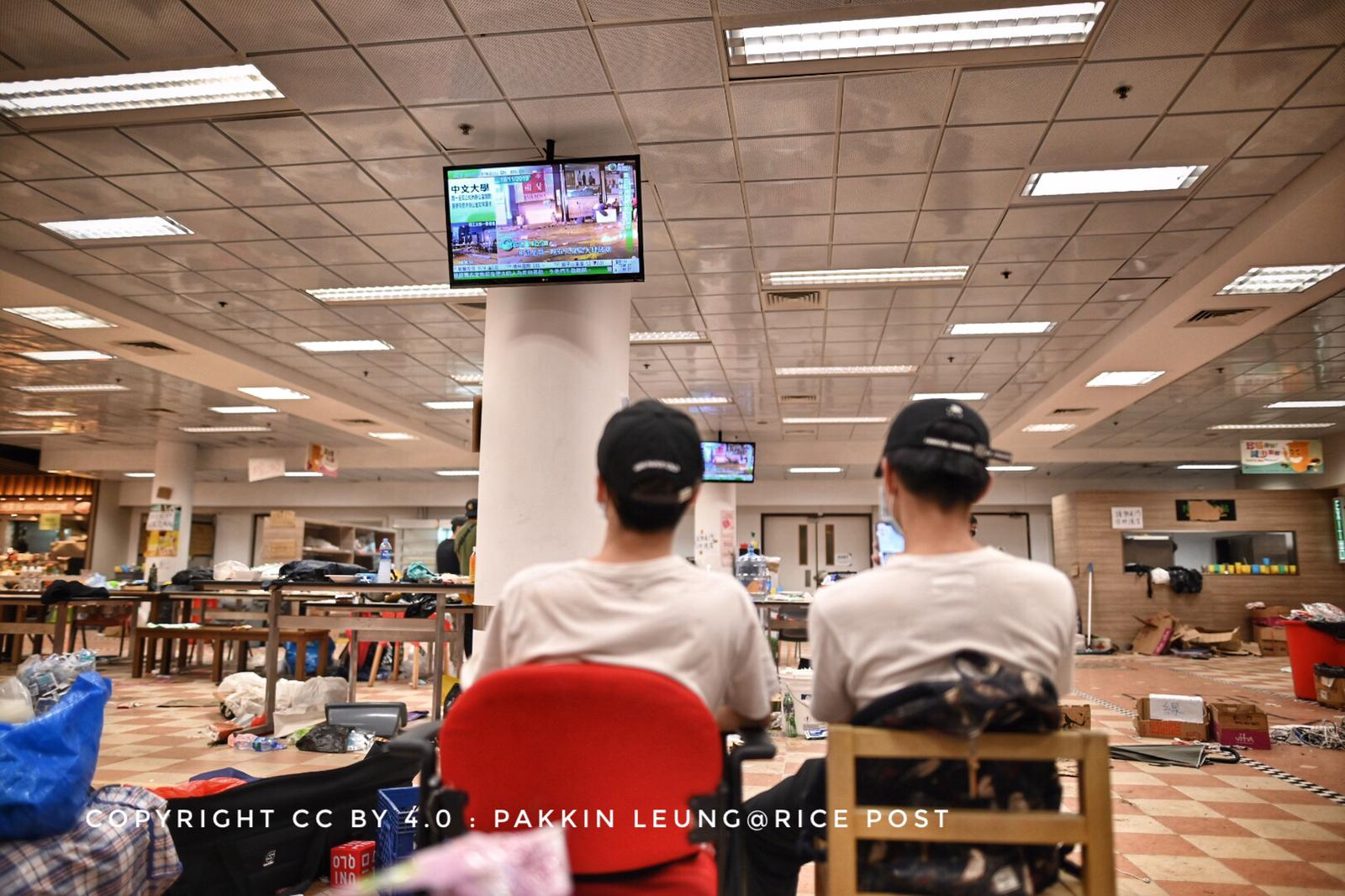
理工大學內仍然留守的示威者

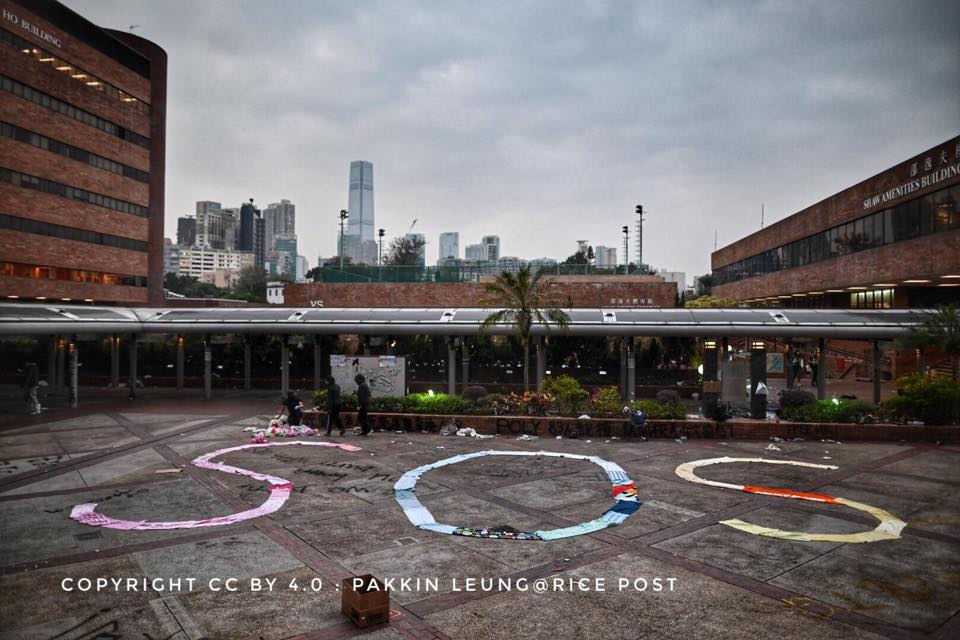
被困理工大學的人士用毛巾組成「SOS」

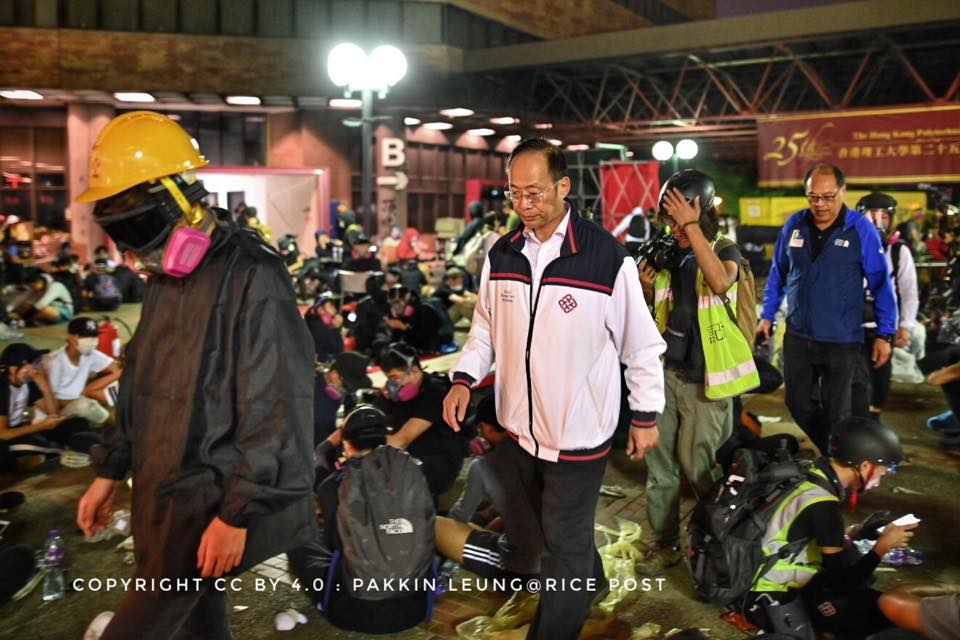
離開理工大學的示威者

下午3時，校長滕錦光短暫進入理工大學校園，他表示希望到校園視察情況，但全程不足2分鐘便於A座離開。他以英文向現場記者説，希望學生、留守者能和平地離開理大校園，說「當校園內的人士不使用武力，警方亦會停止武力」。下午4時49分，無國界醫生進入理大，約2小時後有成員陪同傷者離開。駐守在理大校園2天的立法會議員許智峯在5時26分離開理工大學，另外陪同數十人離開。在晚上，有留守人士利用毛巾在理大李嘉誠樓與學生會總部之間的空地排出「SOS」，期望國際能夠關注及聲援。
在理工大學，陸續有學生或示威者在校長及老師陪同下，前去科學館道的登記站登記，留守者只剩下大約200人；理大校園內的物資短缺，不夠飲用水亦即將斷糧；只有少數示威者堅持留守，他們稱「無可能投降（指自行步出登記）」。一些留守者向《明報》記者表示，他們對於留守者人數銳減不感到背叛，認為「每個人都有不同的包袱，如此說的話所有『和理非』早就已經背叛我們了」。
在理工大學外，理工大學示威者的家長在尖東新文華中心外警方封鎖線外靜坐，希望政府及警方讓子女平安離開；另一方面，子女被困理大的家長會見傳媒，代表家長發言的彭牧師呼籲政府以溫和方法對待仍留在校園的人，不要將「暴動」帽子扣在他們身上，釋出善意讓學生安心走出校園；有家長斥責政府沒有採取人道主義方式解決事件。
晚上10時，警務處處長鄧炳強到理工大學附近視察、跟前線警員握手和了解情況，然後在10時半離開。同一時間，有警察闖入理工大學Z座搜查，又截查網媒《立場新聞》記者。
保安局局長李家超呼籲理大留守人士和平離開，有秩序地聽從警方指示。政府新聞稿指截至11月19日凌晨11時，一共有近800人從理大和平離開，當中近300人未滿18歲。

#### 急救員撤離校園
晚上8時，留守理大的義務急救員在醫學界立法會議員陳沛然陪同下見記者，表示近日衝突爆發，基於人道立場才進入理大協助；稱他們本來有40至50人，但過去數日已不斷有人離開，因校內的醫療物資不足、為了自身權利和安全，決定晚上撤離。
9時30分，理大約20名義務急救員步出校園；10時30分，約20名義務急救員，在教育界立法會議員葉建源陪同下離開校園；11時，再有至少30名義務急救員撤離。

#### 聲援集會
晚上7時，逾百名市民在香港太空館舉行和平的教育界集會，聲援理工大學內被困人士。有市民朗讀聲明，譴責警方濫捕，並批評教育局在未確定校園環境安全，便決定復課。現場有人高叫「學生加油」，亦有人高舉寫有訴求字句的紙牌。另外，有市民在晚上8時於梳士巴利公園舉行「理工大學人道救援祈禱會」，約百人到場參與，期間有人合唱及分享自身經歷。

### 11月20日

#### 爬渠逃走、繼續突圍
11月20日清晨接近6時，有4名留守理大者攀上理大Y座面向世界殯儀館方向山坡，試圖突破警方防線，位置與警方哨站不足80米；其中三人跑出公路路面後數秒，隨即被拘捕。
在早上，有被困理工大學的示威者嘗試透過爬渠離開校園；上午10時，警察在暢運道發現3男1女揭開坑渠蓋，將繩向下拋以讓爬渠的示威者得以走出，結果有6人當場被捕、其中一人為修憲派政黨熱血公民副主席鄭錦滿。香港消防處也接報，理工大學地下渠道內有人被困，因此派出蛙人進入渠道搜索，但沒有發現被困人士。有一名自稱曾經協助留守者離開的人士，向《信報財經新聞》表示至少有30人成功經渠道逃出。

#### 離校人士犯暴動

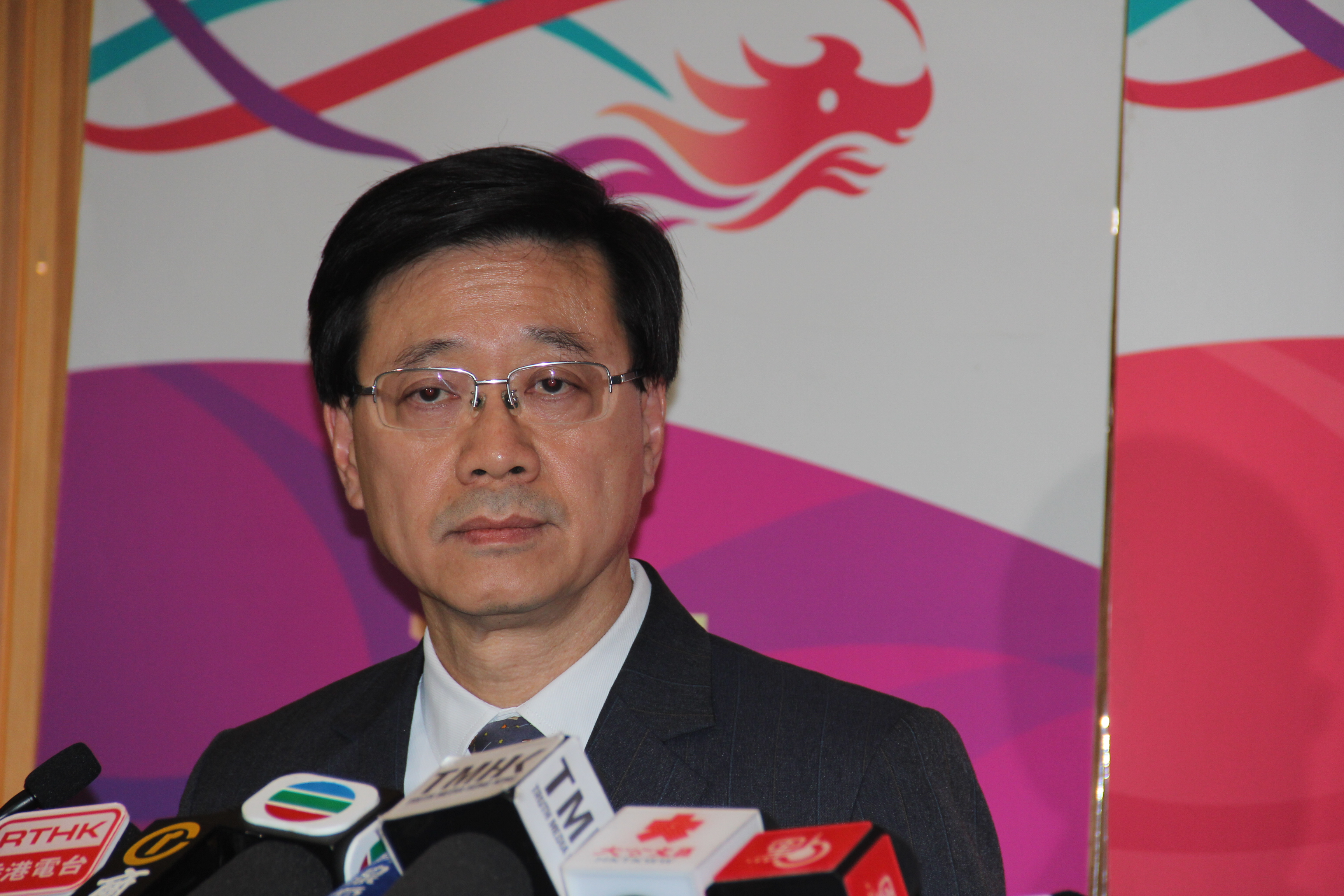
保安局局長李家超在20日表示，將會以暴動罪拘捕所有人理大留守者（圖片攝於5月）

保安局局長李家超在20日早上，稱會以「暴動罪」拘捕所有離校「自首」人士，但之後警方會調查甚麼人真正參與暴動並予以檢控，強調會細心研究證據；又強調，任何人犯法都要負上法律責任。
對於李家超指未成年者離開理大範圍屬「自首」，中學校長李建文對《明報》表示，感到非常愕然及詫異，因為警方先前一直承諾登記資料的行動並非拘捕，只是保留起訴權利。其後李家超於下午2時許再次交代，澄清18歲以下的留守者，只需由警方登記資料，便不會被拘捕，警方會在調查之後跟進案件；而18歲以上的人士，警方則會以暴動罪拘捕，調查後按實際情況處理，惟未有再以「自首」二字形容離開理大的人。
11月20日凌晨，於理工大學一帶被捕的日本大學生井田光獲釋。

#### 續有人離開校園、或留守

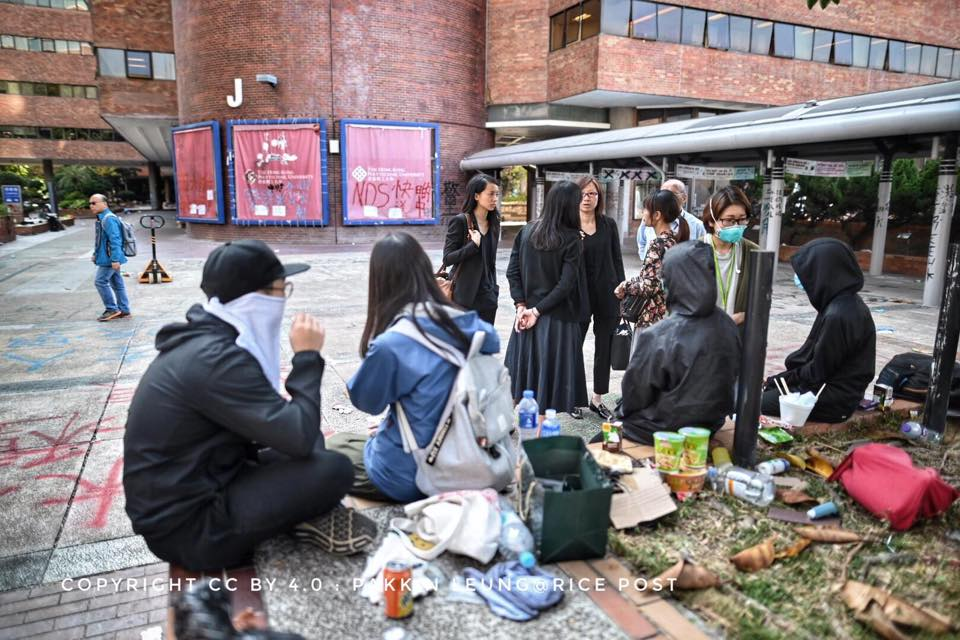
留守者和理大教職員

早上8時起，有部分留守者因病而離開校園。理工校長滕錦光估計，仍有100人在校內，其中20人是理工大學的學生；被問及有無離開學校的死線，他指並無與警方談論過死線的議題，他坦言校園被佔據是很大的挑戰，但仍努力使所有人可以安全離開。
下午4時許，一名女中學生在中學校長會主席鄧振強以及她就讀的中學校長陪同下，離開留守多日的理大校園。同日，在19日被捕的台灣籍戴學生獲準以2000港元保釋；該學生的母親表示警署有提供食物、衣物和毛氈，期間沒有遭到打罵，待農曆新年返回台灣。
下午8時，十餘名傷者離開理工大學，滕錦光曾經上車了解情況。9時，最後一批義務急救員離開理大校園。天主教香港教區輔理主教夏志誠帶同求助人士離開。香港大學法律學院首席講師張達明在Facebook表示，已經有超過600名原本滯留在理大的人安全離開，仍然有不少人因為種種原因不願意離開，包括未成年者。

#### 路障清理及教會行禱

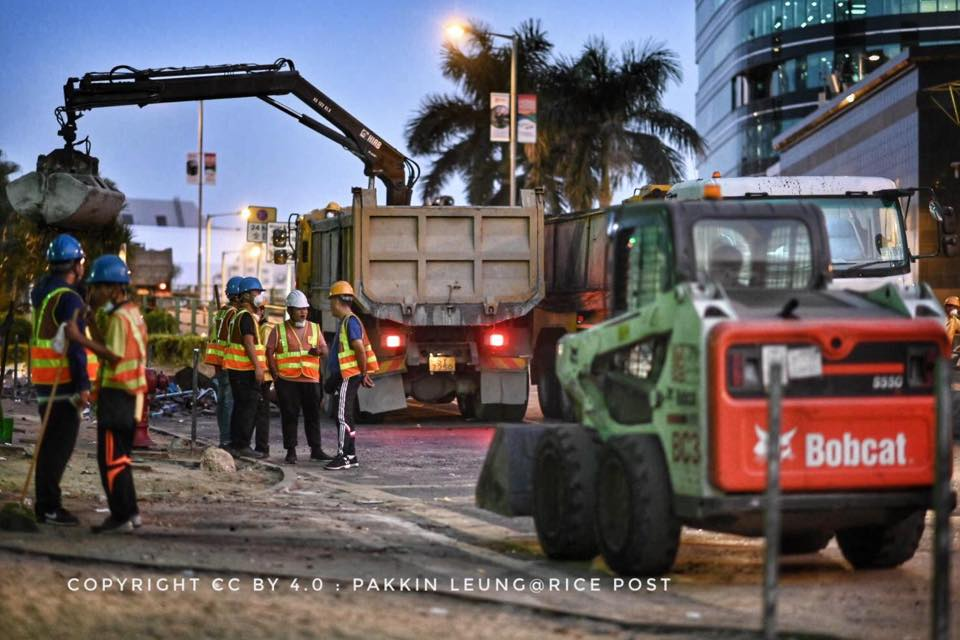
在理工大學附近道路清理路障的工人

下午3時，警察封鎖漆咸道南與加連威老道交界部分行車線，戴口罩的清潔工掃地，漆咸道南有兩部水車洗街。在歷史博物館附近的70歲清潔工余婆婆接受法國國際廣播電台訪問，表示因為催淚彈殘留物導致自己不斷咳嗽、路過行人也有咳嗽。另外，港區人大代表、工聯會會長吳秋北，民建聯陳勇及全國政協委員施榮懷等人，下午與近百名市民來到理大附近打算清理路障，遭到警察拒絕進入後、改為到紅磡體育館平台清理垃圾。有人視理大為「布景板」，爭相拍照留念，又向警察高舉拇指表示讚揚。
晚上，好鄰舍北區教會傳道人陳凱興率約50多人，在理大外圍為被困者祈禱。陳凱興表示這次祈禱活動是希望滯留者知道外面的人仍然記得及支持他們，並參考《聖經》中約書亞圍繞耶利哥城行禱；行禱由市政局百週年紀念花園噴水池開始，再行至康達徑花園、紅磡車站公共交匯處、溫思勞街，以4個祈禱站圍繞理工大學祈禱。

### 11月21日至24日

#### 校內情況

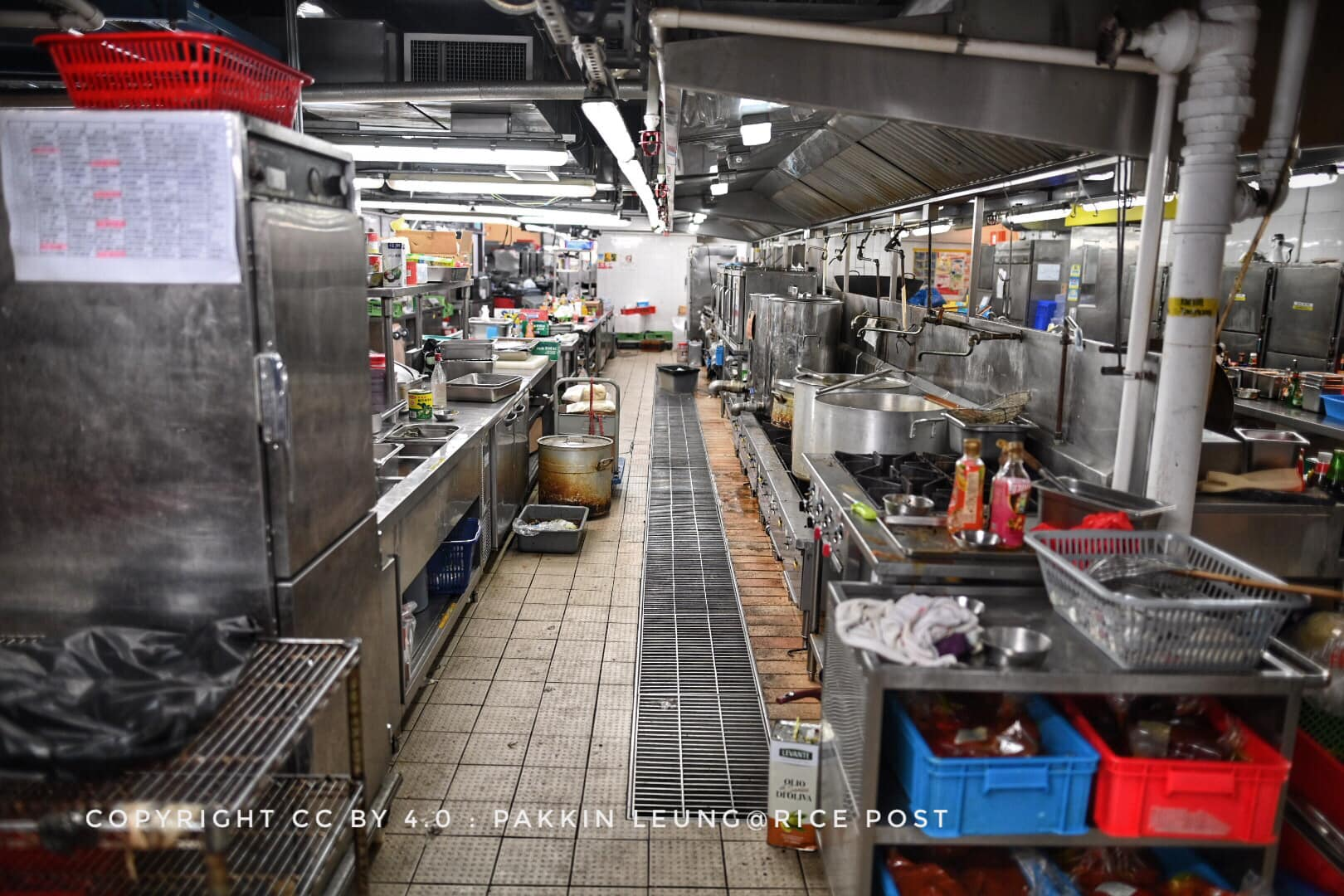
經過少許清理之後的理大飯堂廚房

理大校園非常冷清，留守者未有突圍行動；飯堂未見有留守者用餐，餐廳內廚餘及堆放的雜物傳出異味，毗鄰的休息站及物資站只有數名留守者在場。校園仍佈滿磚頭、多部自製投石器未被移走。有留守者指飯堂的廚房衛生情況不理想。記者所見，廚房內有大量廚餘，有茄汁已發霉；人數漸少後，留守者自發清潔廚房，垃圾先放置在垃圾房，但承認廚房自上周（17日）開始使用，累積的廚餘及垃圾太多，現時只能慢慢處理；而且不少物資被催淚彈污染，長期食用對留守者身體欠佳；有留守者開始出現腹瀉、發燒等症狀。
垃圾因多日未能運出清理而遍布校園，地下遺留示威者匆忙逃離現場的痕跡，頭盔、口罩散落一地，食物已經乾涸變硬，現場有蚊蟲滋生、麻雀屍體，衛生情況惡劣。
而且部分留守人士的精神狀態也出現問題。曾經進入理工大學內的中學老師周子恩指，留守者身心俱疲，對外來人的信任度亦低，加上同伴因各種原因陸續離開，以及消息及謠言滿天飛，種種因素均令留守者的精神狀態非常繃緊。有社會工作者（社工）及醫護曾接觸部分留守者，指他們部分人不願意進食、不希望見人及長期驚恐，並出現焦慮甚至失去言語能力、忘記日期，形容圍困已對留守者造成嚴重心理創傷。一名留守者向《香港01》表示，原先為人冷靜、足智多謀的同伴，因為心理不穩、突然衝出理大正門後被捕。部份示威者也躲藏了起來，使得社工及其他人士難以接觸到他們。
11月21日，下午約1時，理大副校長（學生事務）楊立偉及副校長（科研發展）衛炳江到理大圖書館、李嘉誠樓一帶視察；期間一名多日來擔任義務廚師的留守男子，手持美國國旗衝到衛炳江面前，大聲質疑他到理大的目的。之後兩人跟隨留守者到飯堂廚房清潔，將廚房內的垃圾袋經後門搬到外面，逗留至少45分鐘。

#### 警察心戰
在警察圍困理工大學的同時，不斷使用揚聲器對理工大學內的留守者進行心理戰喊話。警方在廣播喊話「好寂寞、好孤單，沒關係，出來去投降」；也有警察在廣播中稱留守者「妒忌警察」、又指留守者「連讀毅進的毅力都沒有」；稱留守示威者「好垃圾」、「無腦」，只能猶如基層、拾荒者等吃「冰冰冷冷的生命麵包」，但他們（警察）下班後可以到深圳吃海底撈，又能喝冰凍啤酒。有警察播放歌曲（如周杰倫的《四面楚歌》）諷刺示威者的處境。

#### 續有人離開

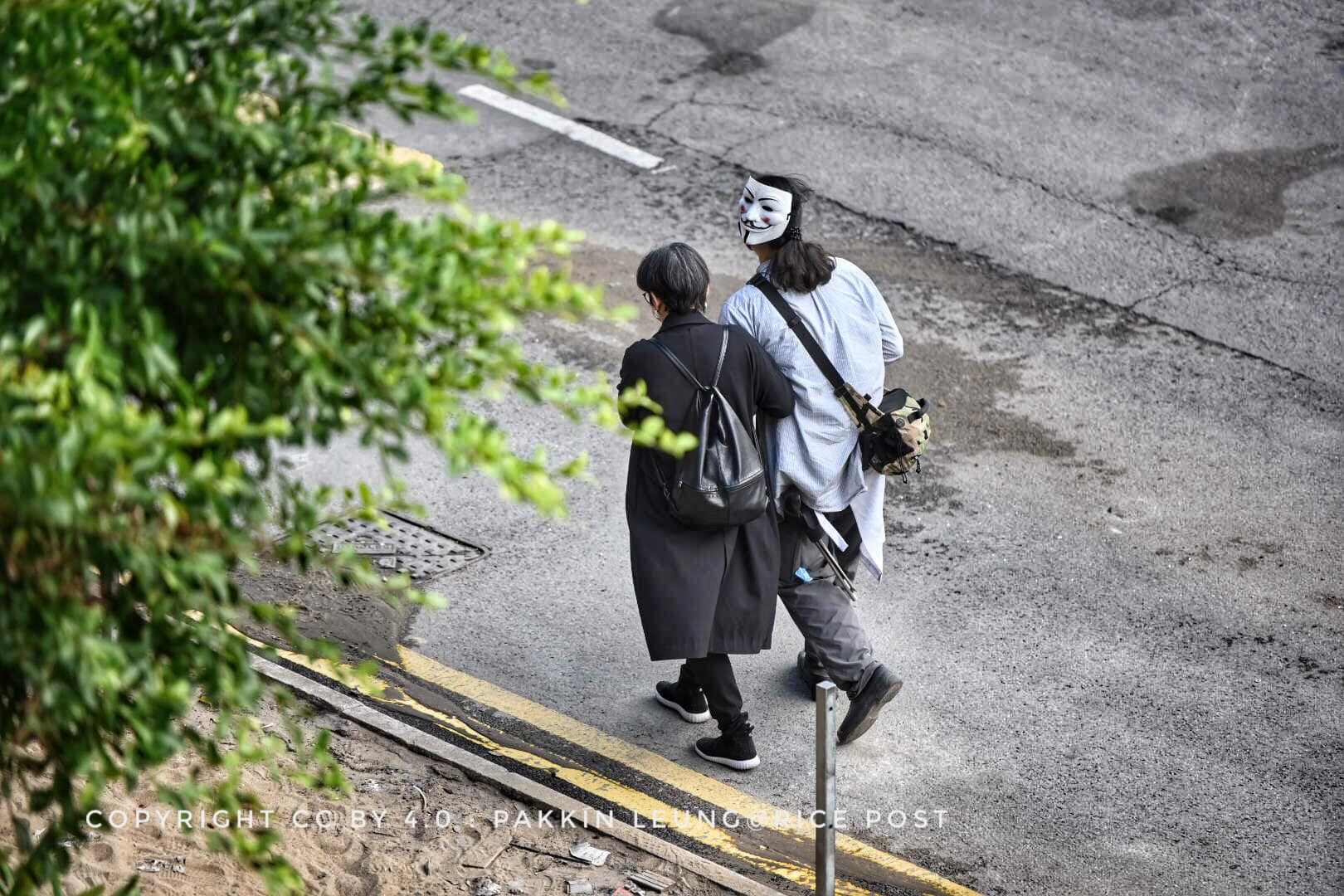
理工大學留守者「廚房佬」由傳道人陳錦美的陪同下離開理大校園

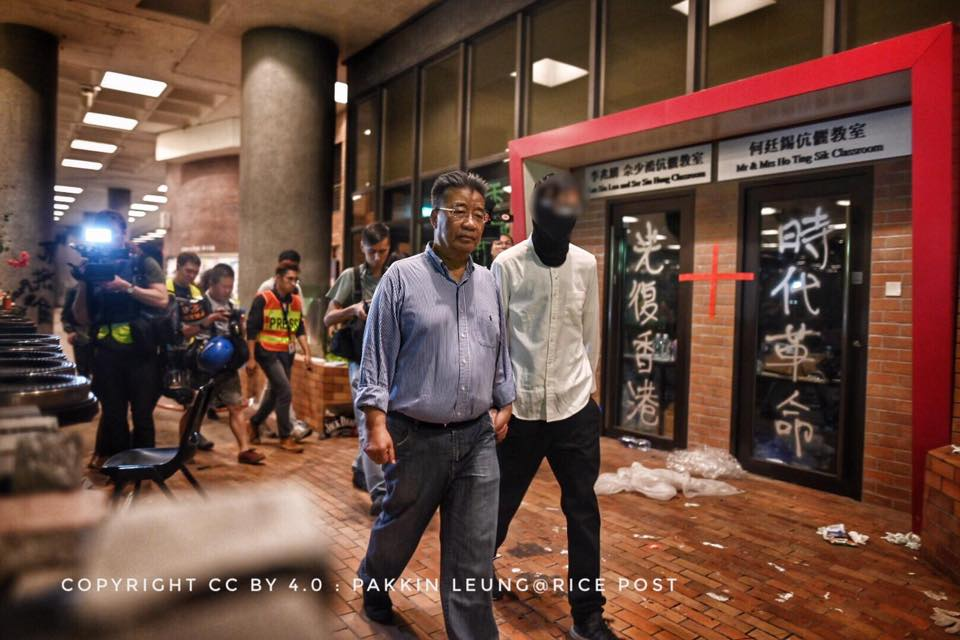
前政協全國委員劉夢熊陪同一名留守者離開

11月23日，理大學生會署理會長胡國泓，在立法會議員郭家麒及理大應用社會科學系助理教授朱偉志陪同下，在傍晚離開理大校園；標誌著理大學生會的成員全數離開理大校園。他隨即被帶上警車、被送往紅磡警署。原本陪同胡離開的議員郭家麟，批評警察拘捕胡國泓的做法不當。
同日，一直管理食堂的留守者「廚房佬」，因情緒受困、身體狀況欠佳，在教會傳道人袁天佑的妻子陳錦美陪同離開理工大學、送往伊利沙伯醫院治理。
11月24日，前中國政協委員劉夢熊陪同一名男示威者者離開校園，前往尖東救護站登記資料；之後繼續有留守者被送院、或自願離開；截至當時，仍然有示威者留守在理工大學。

#### 鄧炳強二次視察、紅十字會進入
11月24日中午，警務處處長鄧炳強第二次到理工大學視察，但未有進入校園，僅停留十多分鐘，與當值警員了解情況後便離去。而紅十字會則有臨床心理學家，進入理工大學內視察、協助留守者。

#### 區議會選舉

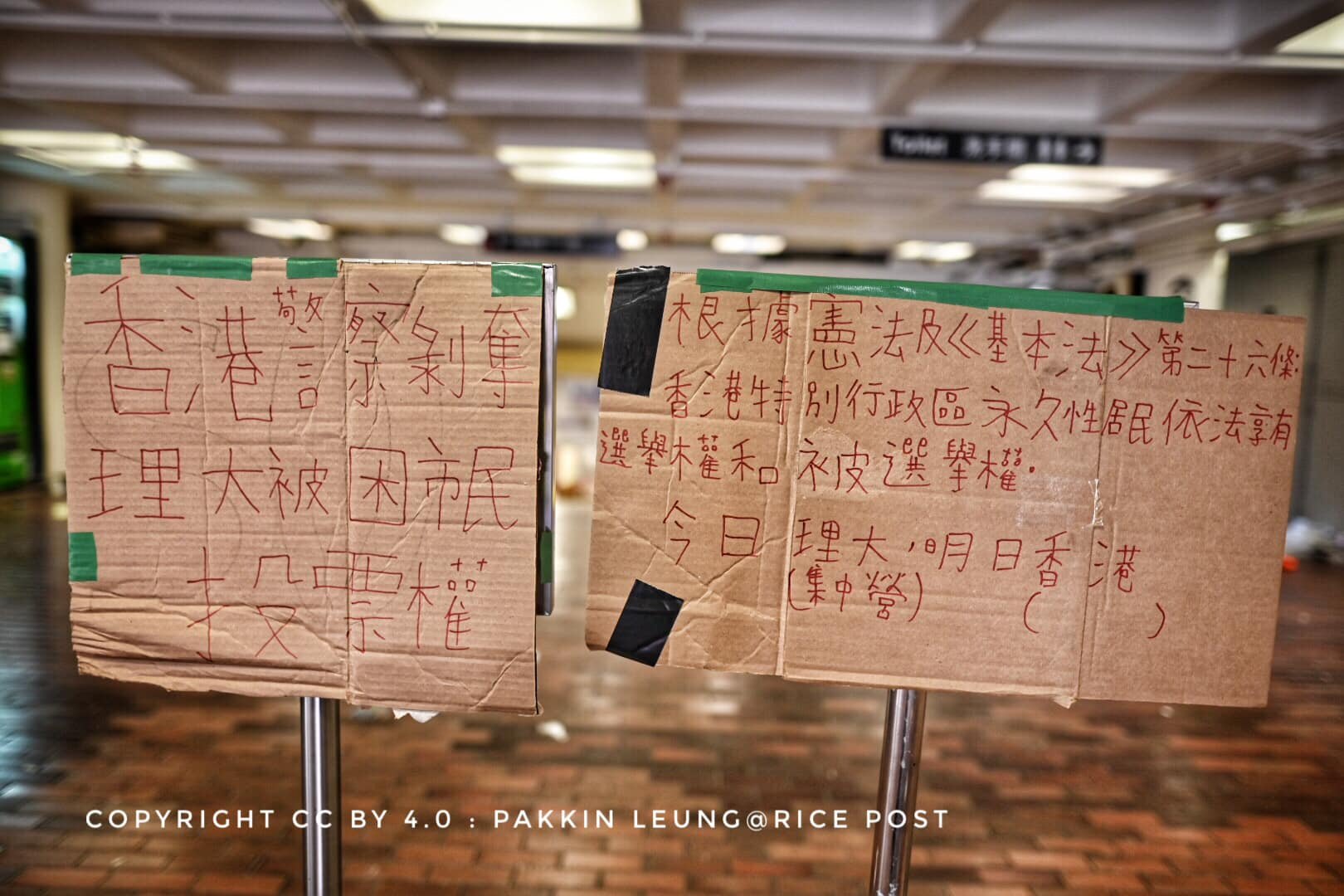
理工大學內出現紙牌，抗議警察圍困剝奪留守者投票權

2019年區議會選舉正值反修例運動，是大規模社會運動爆發之後第一次的主要選舉；此次選舉被視為選民對林鄭月娥政府的一次考核，也是對親政府建制派的一次挑戰；但是在11月18日，政制及內地事務局局長聶德權稱衝突升級增加了選舉不能如期舉行的風險。更指出要舉行選舉，必須立即停止暴力。選舉在即，直至22日、警察繼續圍困理工大學；一些留守者表示希望能夠投票。
11月24日，區選當天，全香港各區票站大排長龍、投票率亦在當天破歷史紀錄。嶺南大學政治系助理教授袁瑋熙向台灣媒體《報導者》表示，登記投票選民陡增是社會運動的延續，尤其是在中文大學與理工大學的衝突，讓不滿政府的民眾認為應該要出來投票，改變區議會長期遭建制派把持的狀況。選舉期間，理工大學繼續被警察圍困；有留守理大者表示變相被剝奪投票權利。
結果，香港民主派大獲全勝、一舉奪得近9成席次。留守在理工大學的網媒記者梁柏堅，在灣仔大佛口選區以100票之差擊敗建制派候選人李均頤；他接受傳媒訪問時，指仍未有意欲離開，堅持繼續尋找留守者。

### 11月25日

#### 進入校園尋人、紅磡站重開
下午5時19分，鄺俊宇、黃國桐、范國威、陳劍琴和鄭達鴻在登記後經康達徑花園進入理大。他們在中學校長會主席鄧振強及教育界立法會議員葉建源陪同下，在校園了解情況；5人必須在當晚12時之前離開理工大學。進入理大的5人與2名留守者會面，葉建源形容兩人精神良好，未有透露討論內容；指校方意見最重要，希望校方盡快接管校園；同時希望警方不要派人入校，重申警方退場才是最好方案。
在下午繼續有紅十字會成員、牧師及社工入校尋人。理大管理層也在一日內發4份聲明，指至少2次聯絡警方，並要求讓留守者在登記身份證後離開。
同日，港鐵紅磡站重開；但車站的A及D出入口繼續關閉。

#### 聲援行動

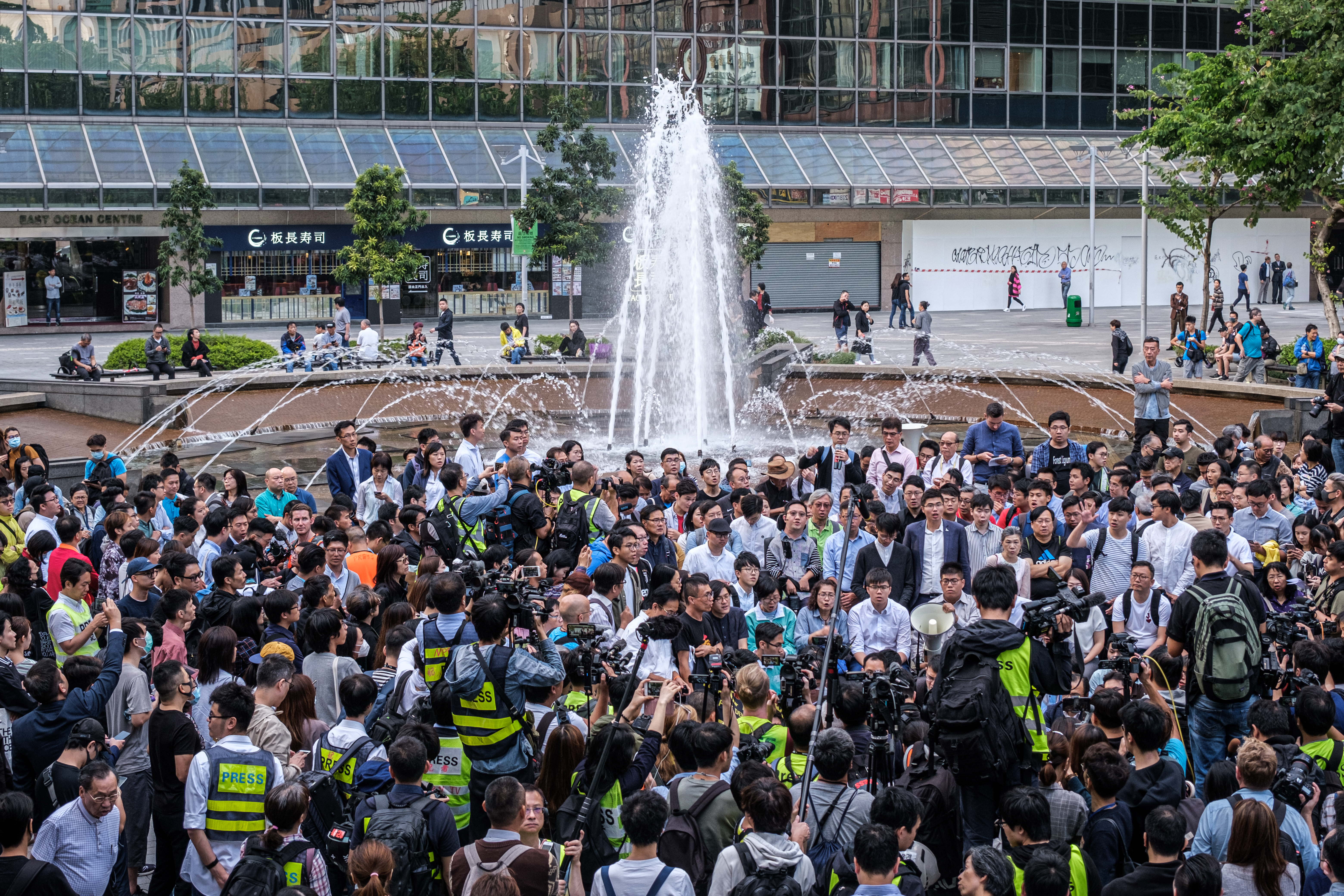
逾百名區議會選舉當選人在市政局百週年紀念花園舉行集會聲援理大留守者

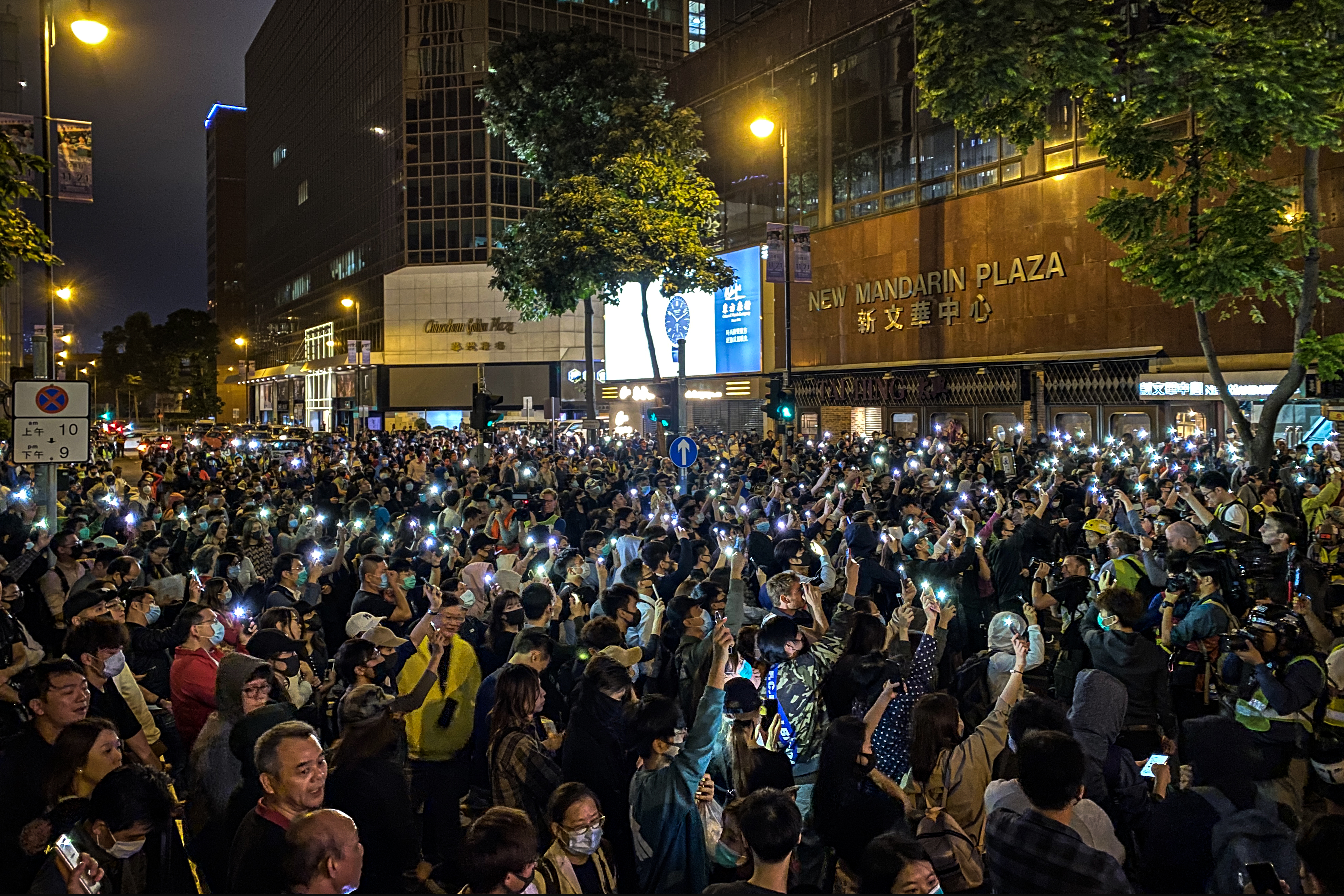
在紅磡，有大批市民舉起手機燈聲援理大

下午4時，約60名民主派區議員在尖東舉行集會，聲援在理工大學留守的示威者，要求警察結束圍困及回應五大訴求，期間曾經高呼「五大訴求，缺一不可」、「光復香港，時代革命」等口號。出席者包括社民連岑子杰、「阿牛」曾健成、新民主同盟范國威、香港專上學生聯會前副秘書長岑敖暉等人。之後繼續有逾百人（包括民主派區選當選人）於科學館道聚集至晚上，不時要求警方開路、又大叫口號，警察沒有驅散他們。
晚上8時，在紅磡有過百名市民向理大方向亮起手機燈，並高叫「手足撐住」等口號，又唱起《願榮光歸香港》、《海闊天空》等歌曲。
而在晚上10時，突然有數名黑衣人用水馬及膠板圍封尖東天橋的出入口，又向樓梯擲玻璃，警察則只用強光電筒照射他們、沒有採取行動阻止；直至52分，荃灣區議會議員謝旻澤勸阻之後方才停止。

### 11月26日至27日

#### 繼續尋人
11月26日、早上9時26分，理工大學校方約50人、由教職員、專業心理輔導員、醫療人員、社工和保安組成的團隊進入校園範圍；分6隊於全校園搜索，查看有沒有受傷的留守者，提供支援。該6隊小組在下午1時完成了4座大樓的尋找工作；之後在下午3時，校方團隊在學生會總部發現一名女性留守者（非理大學生），該名留守者體弱及情緒不穩，被發現時躺在沙發上。
下午4時，再有3名議員進入理大校園；一行人進入搜索後一無所獲；其中2名議員范國威、楊雪盈表示，早前發現到的3名留守者均已失去消息。晚上9時，傘城網上教會朱幼成牧師表示曾經在校內發現1名男性留守者。
27日早上9時，理大校方再次派出100人進入校園搜尋留守者，此次分成9個小隊進行搜查。搜索行動在中午完成，沒有發現有任何人；立法會議員許智峯也於早上11時進入理大校園，逗留約4小時搜索留守人士，惟並無任何發現。理工大學在當天下午發聲明，向政府提出3項要求，包括建議警方毋須再進入校園搜查、立刻解封校園；相關的政府部門盡快處理校園内所有危險品，包括汽油彈和攻擊性武器等；執行任何行動時，要以和平和人道方式，保障所有人的人身安全。
特首林鄭月娥表示，警方不會即時拘捕要接受治療的留守人士，重申所有離開人士會獲公平對待，指警方的安全小組會在合適時間才進入校園。

#### 警方宣佈入校搜查、留守者見記者
香港警察油尖警區指揮官何潤勝在下午5時見記者，表示將會於明天（28日）聯同消防救護、臨床心理學家人等組成的安全小組，連同刑事偵緝人員進入理大校園，先處理危險品及攻擊性武器，及就校園被破壞情況進行搜證工作；又表示會將尋獲的留守者，登記身份後送他們就醫、強調不會有防暴警員進入。
而到了晚上11時，突然有留守者走出會見傳媒；該名留守者表示校園內仍有20人左右，倘警方明天派小組入內，相信會有「進一步」的抗議行動；又指仍留守者對警方沒有信心，重申要求警方應先撤離，他們才會離開校園，又相信有些留守人士「躲藏得很隱蔽」；另外也稱近日有身份不明的人士，在凌晨時分騷擾及威嚇留守者。

#### 「和你唱」聲援
11月27日，有網民號召晚上在多區發起「和你唱」活動，包括沙田、大埔、屯門、銅鑼灣、觀塘、旺角、荃灣等，以聲援理工大學內的留守者。「和你唱」活動於晚上8時半開始，其後會在場讀出支持理大留守者的宣言，活動地點包括大埔超級城、觀塘APM、沙田新城市廣場、將軍澳Popcorn及鑽石山荷里活廣場等。

#### 紅隧及鄰近天橋重開

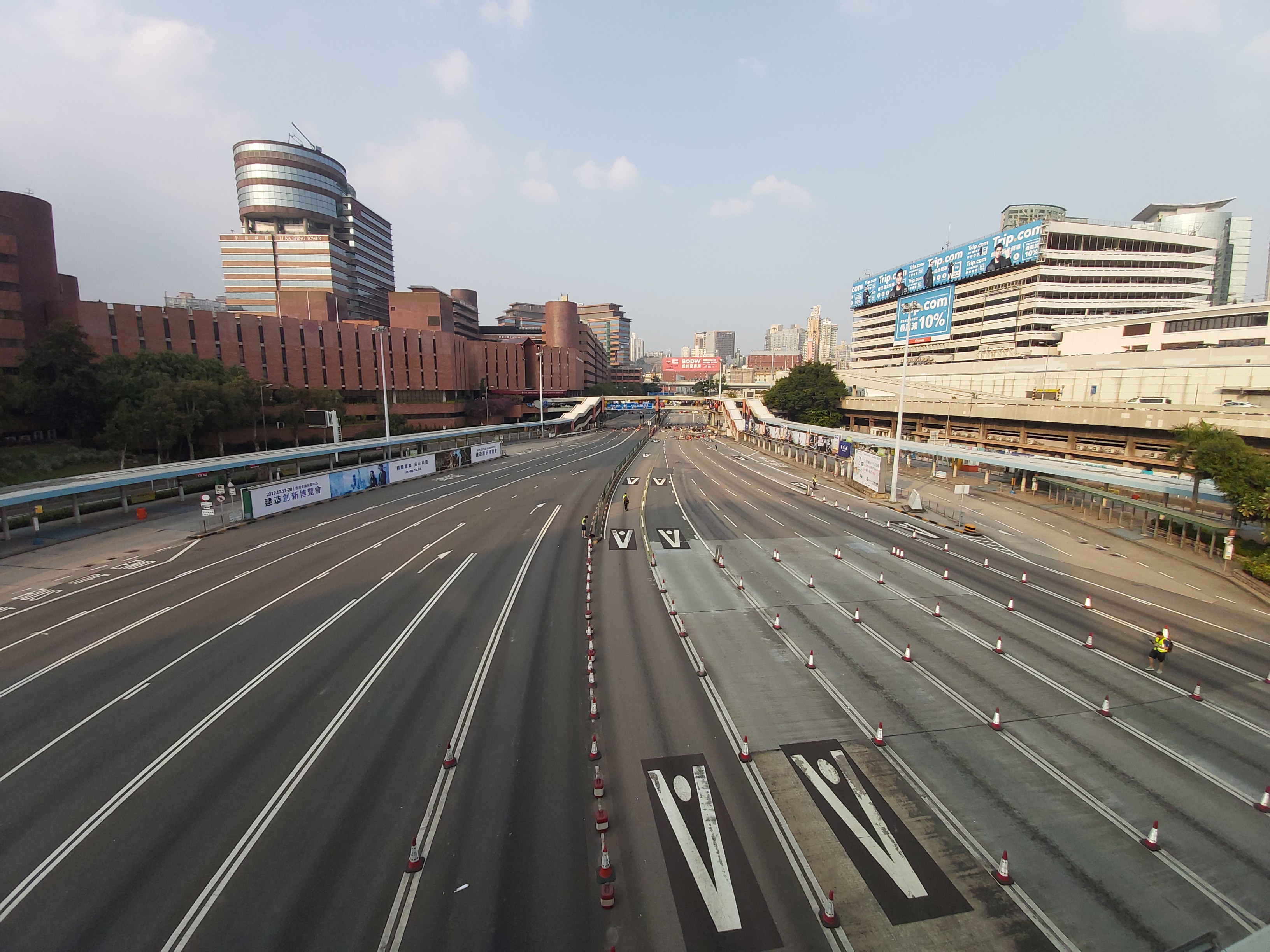
紅磡海底隧道於11月26日重開（圖片攝於11月14日，當時的紅隧已經被封鎖）

26日凌晨5時，鄰近理工大學的紅磡海底隧道的全部行車線通車，所有收費通道均可同步開放，惟電子收費系統未完成修復；收費廣場兩邊巴士站亦重新啟用、大部分過海巴士路線恢復運作。政務司司長張建宗表示，出動超過800名員工參與復修紅隧，並且在100小時內完成。同時，早前被多次縱火的暢運道行車天橋兼行人天橋、和康莊道天橋重開，但行車天橋的中線被繼續封閉、另外行人天橋兩旁也設置圍網及水馬，防止有人從天橋拋下雜物。

## 警察進校搜查、圍困終結

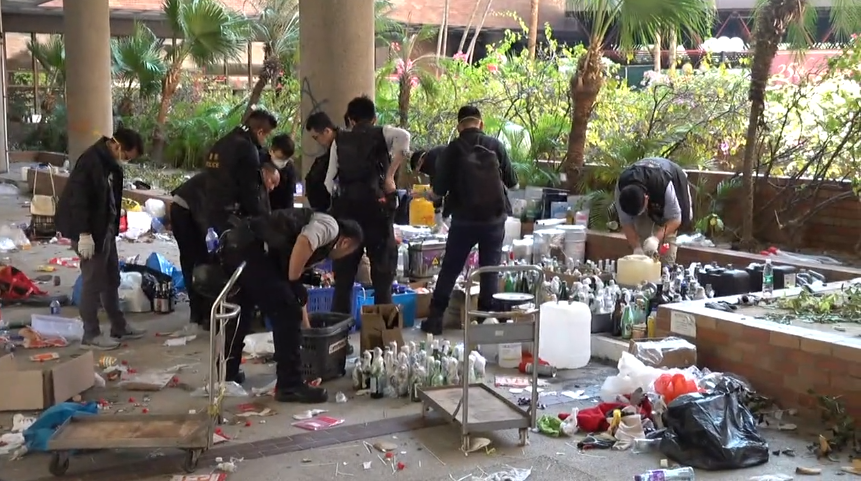
有組織罪案及三合會調查科警員在現場搜證時檢獲大量玻璃瓶和易燃液體物品

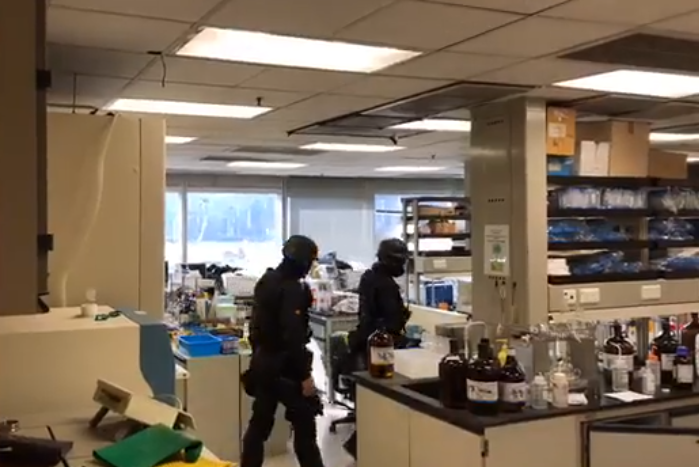
警察爆炸品處理課進入Y座搜證

11月28日早上8時，一批消防員、社會福利署職員跟著理大副校長楊立偉進入校園；同一時間，也有50名便衣警察、警察談判組、臨床心理學家和爆炸品處理課人員組成的安全小組進入理大、在下午1時再有過百名警察（包括「O記」高級警司李桂華）進入。之後，警方鑑證科人員在理工大學內研究大學地圖，商討工作分工。在校園外圍繼續有警員駐守；中途有警員阻止記者拍攝。
下午9時，香港警務處助理處長周一鳴及高級警司李桂華、香港消防處副消防總長（牌照及審批）黃鎮業見記者；表示理大校園內不同地方都有不同程度的破壞，蒐集到3,801枚汽油彈，其中100枚綑綁着卡式石油氣罐；另亦找到921樽卡式手提氣罐，以及558瓶化學物品（其中包括強酸、強鹼及高腐蝕性物體），以及可用製作炸藥的物品，但在現場找不到製成品。除此之外，亦找到大量攻擊性武器，包括12枚弓及自製弩，200枝箭，以及1枝氣槍。安全小組亦於學校範圍內拆除12個大型投擲品，亦有4箱用作刺破汽車輪胎的釘。
11月29日中午，隨著警察逐步撤離、理工大學正式解封；截至當天，警方於校內共檢走3,989枚汽油彈，1,339件爆炸品，601支腐蝕性液體，及573件武器。

## 受傷人數

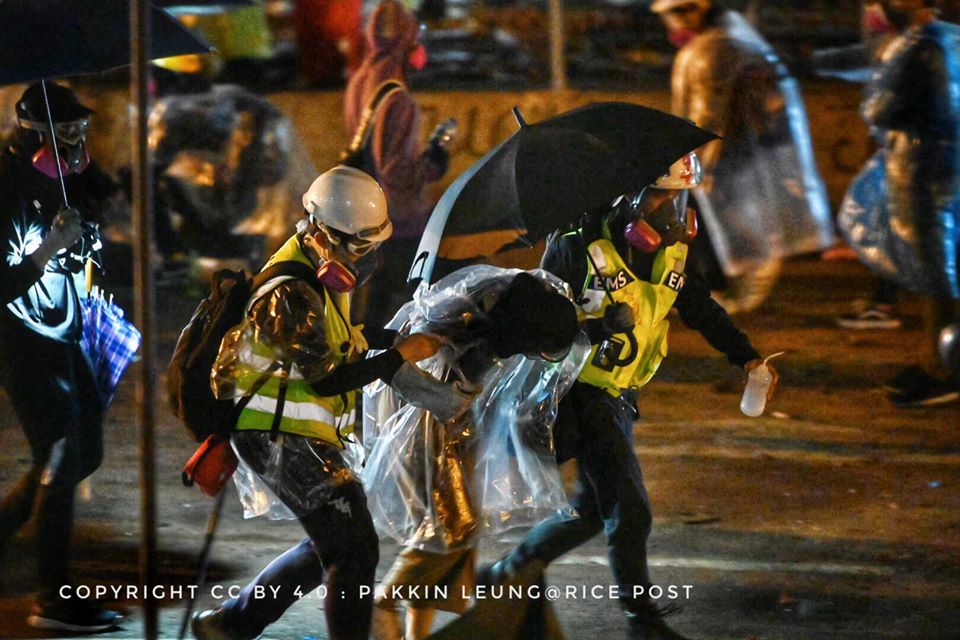
被義務急救員帶走的示威者

截至2019年11月19日，香港醫院管理局表示接收了約80名來自理工大學的傷者，另外有235人在其他地區的示威中受傷送院（包括「圍魏救趙」行動）；這些傷者分送12間公立醫院處理。
理工大學內的傷者，部分人的手指爆開、下顎骨折、或有開放性傷口。另外在19日，尖沙咀的氣溫降至攝氏17度，導致部分傷者出現低溫症。
而警方則表示，有6名警員在衝突期間受傷。

## 被捕檢控人數

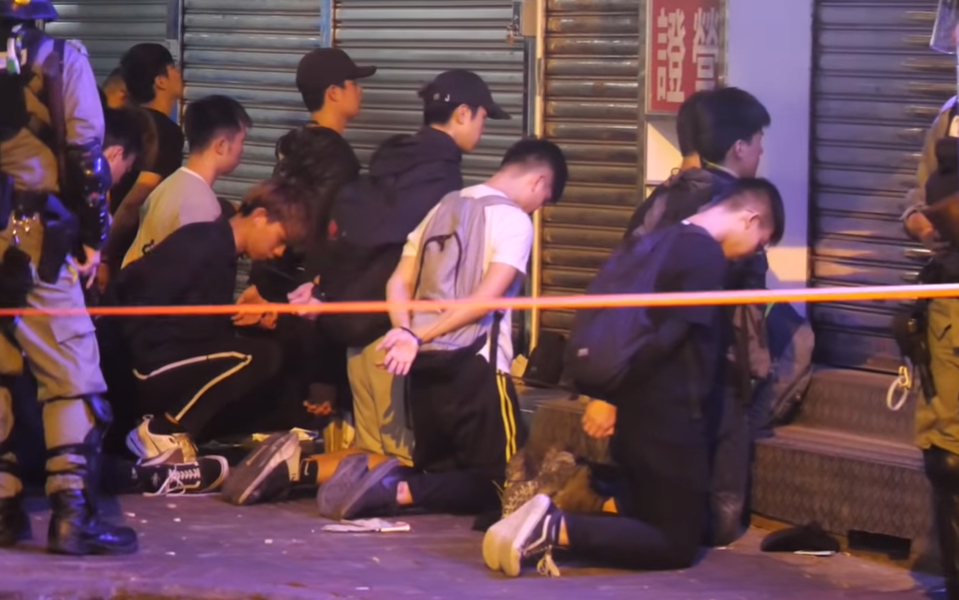
在油麻地被捕的示威者（11月19日凌晨）

在理工大學衝突、和校外地區衝突（油麻地、佐敦、尖沙咀、尖東及紅磡），一共有1,393人被逮捕，其中810人是由理大離開時被捕。而截至2024年11月16日，有420人被檢控，當中有超過8成案件只涉及校外衝突（即並非突圍被捕、或在校內及外圍道路被捕）；被檢控人士中有338人次被控犯有暴動罪、部分人被控2項暴動罪或其他罪名（包括管有攻擊性武器、縱火及襲警等等）。警察主要在下列事件中拘捕示威者：
- 18日凌晨突襲A座，拘捕19人。
- 18日3次突圍，拘捕至少58人。
- 18日早上，華懋廣場外警察圍堵拘捕135人。
- 18日早上11時半至晚上12時，佐敦一帶衝突、拘捕29人。
- 18日，紅磡及尖沙咀衝突、拘捕21人。
- 18日晚上8時至9時，示威者試圖游繩離開、拘捕至少25人。
- 18日晚上11時，油麻地及旺角衝突、拘捕219人，其中213人在窩打老道及咸美頓街之間的一段彌敦道、和碧街巷仔被捕。
- 19日凌晨，尖沙咀衝突、拘捕21人。
- 20日早上8時，有示威者打算經渠口突圍、拘捕8人。

截至2024年11月16日，被控暴動罪的338人當中，4人改控其他罪名或撤控、7人被通緝，319人的案件審結，8人候判或候審；319名審結被告當中，304人罪成（276人被判監禁、27人被判入教導所，1人被判入更生中心），15人罪名不成立，定罪率為95%。全部人的刑期合計超過500年。
2024年9月16日，理工大學外圍衝突最後一案判決下達，標誌著針對「圍魏救趙」行動的參與者（共213人）之審判結束，審訊過程歷時約1年8個月。213名被告中200人罪成，有189人被判囚29至64月。

## 爭議

### 警察拘捕醫護、人道危機
香港警察在圍困理工大學期間，曾經多次不當拘捕醫護人員，被指違反國際人道規範。11月21日，曾經在理工大學參與救援的醫生文德麟（Darren Mann），在國際醫學權威期刊《刺針》以《香港違反國際人道主義規範》為題撰文，指出有醫療團隊被警察無理拘捕，又阻止紅十字會人員進入，批評警察的做法已遠落後於國際間就處理義務急救人員的人道主義規範。《英國醫學期刊》也在25日刊出報道，指警察曾恐嚇醫護人員，而拘捕義務急救員的行為也製造了寒蟬效應、相關行為是並剝奪他人接受治療的權利，從而有違國際人道主義準則。
另外，香港公共醫療醫生協會會長馬仲儀證實、有救護員在出示了醫護資格證明和工作證件之後仍然遭到拘捕
。前政務司司長、立法會議員陳方安生指理大校園正處於人道危機。
在28日，香港特區政府發表聲明，稱「假扮急救人員或記者以逃避拘留—是暴徒的一個常用手法」，指由於有大批人士離開校園、加上情況混亂，警方曾拘留聲稱是急救人員或記者的人士以確認身份，當中持有效身份證明的人士可離開、否則一律被捕，否認了文德麟的說法。

### 警察濫權

#### 警車衝向人群
在19日凌晨，油麻地彌敦道有大批示威者聚集，期間有一輛警方的白色小巴高速衝向人群、強行穿過起火的路障。雖然事件中沒有人受傷或者死亡，但仍然被質疑罔顧在場人士安全。
而警方行動部高級警司汪威遜回應事件時稱，指警員當時面對很大壓力，又稱危險駕駛是莽顧他人安全的行為，非警方戰術使用上會出現的因素、事前已經過風險評估；強調「開車開得快不代表不安全」。

#### 不當對待被捕人
香港警方被指在理工大學衝突期間，暴力或不當對待被捕的示威者或者其他人士。在11月28日，國際人權監察組織「Rights Exposure」創辦人、來自英國的Robert Godden及1名香港女同事於理工大學外進行人權監察工作期間被捕；他在獲釋後向《泰晤士報》表示，他們2人在被扣留期間遭警員出言侮辱及性騷擾、又不准他們進食及休息；同時也報稱在警署內聽到有人痛苦嚎叫，稱警方濫暴情況令人憂慮。《明報》事後向警方查詢，但一直未獲回覆。
有片段顯示特別戰術小隊隊員對被捕示威者拳打腳踢，將其拖行；有警察用腳踩著被捕人。而在針對示威者的審判期間，也有被告指曾經被警員虐待。在香港科學館被捕的15歲被捕人作供，指有警察謊稱可提供清水洗面、又強行把胡椒噴霧噴進他的口腔；有被捕人士被警察拳打腳踢、被呼喝「死曱甴」（粵語之蟑螂）。

### 油麻地踩踏事故
11月18日深夜，在警察驅散示威者期間、油麻地發生踩踏事故。在晚上11時29分，有大量示威者在同一時間湧入港鐵油麻地站A1出口旁邊的碧街小巷，有警察在後方噴胡椒噴霧，結果出現人踩人事件；有急救員被驅趕。事後警方否認曾經發生人踩人，聲稱當時「有多名暴徒在逃走時跌倒」，警方則「迅速控制場面」。但有消防員作供指當晚的確有發生人踩人事件、一些傳媒也拍攝到現場確有其事；如在場拍下人疊人照片的攝影記者凱撒，在接受自由亞洲電台採訪時指有約百人在碧街被困在後巷，形成的人牆高度已經接近旁邊的地鐵站出口高度。

### 示威者向警察射箭
自從11月13日起，有佔領理工大學的示威者向警察射箭，在17日更加有警員中箭；11月18日突圍期間也有示威者向警察射箭。香港警方表示，此等攻擊行為對在場所有人構成嚴重生命威脅、警方予以強烈譴責。香港射箭總會秘書長余鑑明接受無綫新聞採訪時，表示不評論示威者行為、但譴責有人在不適當場所用箭，指一向禁止運動員將箭瞄向人或死物、只可以射靶，如果箭射向身體腹部、甚至胸部，有機會導致嚴重受傷。

### 曾鈺成救「朱媛」
香港立法会前主席曾钰成11月18日晚进入香港理大校园，参与营救受困的示威者，但Now直播台的畫面顯示，曾钰成一到场叫喊一位叫朱媛女童的名字，因此被香港網民猜測曾钰成此行目的是营救国务院前总理朱镕基的孙女朱媛。但曾钰成的助手回復《苹果日报》的電話查询時表示，曾钰成的確收到一名普通家长求助，之后到了理大协助被困人士离开，并强调当事人并不是朱镕基的亲人，也非达官贵人的子女。

## 影響

### 店舖損毀
由警察圍困理工大學且引發的「圍魏救趙」行動，使衝突進一步延伸到佐敦及油尖旺市區，導致有部分店舖因衝突而損毀。在佐敦衝突（11月18日晚上）期間，白加士街與佐敦道交界一個報紙檔被燒毀；有居住在附近的市民稱是因為催淚彈擊中導致起火，警方則將此次起火事件列為「縱火案」。在彌敦道，有大批示威者破壞店舖。柯士甸道衝突期間，有催淚彈射入西醫診所及其相連民居引發火警。

### 校園復修
衝突造成校園內設施遭到嚴重損毀，有估計理大校園的復修費用高達7億港幣，內部文件則披露復修費用為3億港幣；理大校董會主席林大輝表示，理大因為政府管治問題成為代罪羔羊，認為修復費應該由特區政府承擔。
在2020年1月13日，理工大學第2學期開學，校方開放部分設施予傳媒參觀；在校園入口，校方設置閘機、並派外籍保安駐守，校園保安明顯加強；當時校園內已有多處地方被修復、清潔，例如衝突期間環境惡劣的飯堂。但是部分設施及天橋仍然未被修復，以黃色膠板圍封。

### 加速通過《香港人權與民主法案》
受到理工大學衝突以及中大衝突影響，美國國會很快就通過了制裁侵犯人權之港官的《香港人權與民主法案》以及限制非致命武器出口的《保護香港法案》。早在11月15日，各大專院校學生便宣佈會以民間外交形式，為香港爭取更強大的國際支持、動員支持《香港人權與民主法案》。在11月17日起在理工大學爆發的衝突，引致了2項法案的通過。在11月19日，美國參議院一致通過《香港人權與民主法案》及《保護香港法案》；消息一出，有尚困在理工大學的示威者激動揮舞美國國旗。最終法案在11月27日由美國總統特朗普簽署生效。
法案通過後、中國外交部立即發表聲明，表示「該法案罔顧事實、混淆是非、違反公理，玩弄雙重標準，公然插手香港事務、干涉中國內政」、並對此表示強烈譴責和堅決反對。香港政府發言人表示，港府對於參院通過2項與香港有關的法案，感覺「極度遺憾」，認為「既無必要、亦毫無理據」；中央政府駐港聯絡辦亦發表聲明，對2項法案表示「極大憤慨」和「強烈譴責」。而立法會議員郭榮鏗，則指法案的通過是為了提醒世界、中國政府正破壞香港的法治和人權，也認同理工大學衝突導致法案加速通過。

### 伊院受催淚彈影響
在油尖旺地區爆發衝突期間（11月18日），警察曾經多次在鄰近伊利沙伯醫院的加士居道發射催淚彈驅散示威者；結果導致催淚氣體飄入醫院，令醫院在隨後3日內充滿催淚煙氣味。據報告，有許多醫生和病人受到殘留物影響、都出現了眼乾、喉嚨痛及皮膚出疹的症狀、有職員表示催淚氣體曾導致不適。
為應對催淚彈，伊利沙伯醫院院方用膠紙封上病房內的窗戶，亦在個別病房增設流動空氣清新機，並在C座大堂設員工站，照顧有需要的員工。

### 政府抽起撥款
在衝突期間的11月15日，香港政府突然以「現階段有人對此項目有其他意見」為理由、抽起理工大學的擴建撥款申請。有立法會議員對政府決定感到疑惑及失望，質疑與衝突有關；香港工黨議員張超雄質疑政府抽起大學撥款申請是解散大學的第一步、該決定也令人費解，質疑政府是否對大學持有很大敵意；香港民主黨議員黃碧雲認為，政府臨時收回撥款申請、是不尊重出席財務委員會會議的理大教職員；身兼理大校董的經民聯議員吳永嘉表示，對於政府收回撥款申請感失望。
政務司司長張建宗在跨部門記者會上回應，稱臨時抽起項目的情況經常發生，並不是故意為之、不是要懲罰大學。教育局局長楊潤雄在11月30日出席香港電台節目《星期六問責》時指，兩項項目由香港教育局負責管理，抽起撥款時校方仍未收回校園、未知將要擴建的圖書館之破壞程度，因此在與理大討論後暫時抽起項目。香港政府之後在2020年度，宣佈兩項撥款會重新提交立法會審議。

## 各界回應

### 香港本地

#### 理大校方及其他院校
理大校長滕錦光在11月15日給校友和師生的公開信中嚴正譴責佔領校園人士之暴力行為，並要求他們立即離開理大校園。而在11月20日滕錦光抵學校會見傳媒時指，目前約有包括20至30名理大學生在內的100人仍留守。并指就目前校方與警方商討的內容，並未設下所謂的「死線」要求留守人士撤離。對於有人以游繩、走地下水道等方式離開理大，滕呼籲留守者不應冒險，應以和平理性的方法離開。理大校方曾經在25日連發4份聲明，要求香港警方讓留守者在登記身份證後允許其離開，而不是當場拘捕。
11月29日，理工大學校董會主席林大輝，校長滕錦光等管理層在巡視理工大學校園後會見記者。滕錦光表示從理工大學校園離開的1100多位示威者中只有46人是理工大學學生，並指過去兩星期理工大學校園被大量街外示威者佔據。滕錦光形容理大是今次政治事件中最大的受害者，影響和破壞很大；他指事件得到和平解決，無人傷亡，躲過一場更大的浩劫，形容算是「不幸中的大幸」。
至11月18日凌晨，理工大學校長滕錦光，聯同浸大校長錢大康、城大校長郭位、科大校長史維和港大校長張翔，凌晨發出呼籲，希望在理大一帶的各方克制，學生、校友及其他人盡快離開。

#### 香港政府及警察
香港特首林鄭月娥在11月19日出席行政會議前向傳媒表示，希望可以和平方式解決理大衝突，已與警方達成共識、將以更人性化的方法處理示威者離開理大校園，并呼籲留在校園的人士放下武器、有序走出來，遵從警方指示；而包括18歲以上的受傷人士將會先及時安排入院治療，隨後警方才會跟進。香港特別行政區政務司司長張建宗在11月20日會見傳媒時表示，政府目前繼續在理工大學努力斡旋，希望以包容和和平手法，妥善解決目前困局。教育局局長楊潤雄在11月20日呼籲理工大學內的留守者和平有序地向警方自首，表示相信留守者身邊有不少人關心他們，希望他們以自身安全為先；同時他對過去兩日協助游說學生離開理大的校長和老師表示感謝。
而香港警方則譴責示威者的暴力行徑，批評示威者包括射箭在內的暴力行為、對在場所有人構成嚴重生命威脅。並指出正在理大一帶進行驅散及拘捕行動，由於局勢急劇惡化，警方再次呼籲市民不要前往理工大學一帶，又警告示威者切勿再攻擊警務人員；指如果示威者繼續攻擊警員，警方將會在別無選擇下、使用所需最低武力，包括實彈還擊。而針對警察曾經使用銳武裝甲車上俗稱「聲波炮」的長距離揚聲裝置，警方指全屬猜測、否認曾經使用。

#### 新聞界及教育界
香港記者協會與香港攝影記者協會發表聯合聲明，指就警方對新聞及採訪自由之連串限制，甚至拘捕記者，表示極度失望。網媒《癲狗日報》攝影師於17日下午在理大外被警方水炮車射中，其後該報發表聲明，认为“特區政府和香港警察對前綫新聞記者施襲情況無日無之”、“已經達到令人不能容忍的地步”，并譴責這種殘害新聞自由及傷害記者人身安全的行為，保留追究一切傷害該報前綫記者行為的法律及刑事責任的權利。
在11月17日，理工大學教職員協會和香港教育專業人員協會發表聲明，表示對理大校園內外發生的警民衝突感到非常憂慮，呼籲雙方克制、避免使用致命武器；聲明又表示，反修例運動的暴力僵局乃由政府一連串決策失誤造成，應該由政府負責任地、政治手段解決。同時呼籲校園內的師生及其他人士盡快離開，以保障雙方及所有人的人身安全。
香港教育工作者聯會會長黃均瑜則稱教協的聲明極其不負責任，說道「作為香港教育專業人員協會，他（它）的專業在哪裏，從頭到尾都沒有譴責過暴徒」。

#### 政界人士
全國人大代表兼香港立法會議員田北辰接受傳媒《香港01》的訪問時表示，理工大學校園猶如一個「戰區」，同時促請香港政府向市民承諾成立獨立調查委員會。前香港特首兼政協副主席梁振英在社交平台，促請教協和理大教職員協會呼籲「暴徒」投降自首、又批評教協把責任推向政府決策失誤。
而泛民主派的24名立法會議員則發表聯合聲明，呼籲警方及示威者克制，勿讓惡化局勢；又呼籲理工大學校長滕錦光及校董會主席林大輝等，以守護師生和校園為己任、站在最前線與政府斡旋調停；亦譴責警方濫捕和濫用暴力，希望特首林鄭月娥及香港政府應珍惜年輕人的赤誠，切勿傷害香港的未來。前政務司司長、立法會議員陳方安生呼籲各方克制、停止暴力，呼籲警方停止使用致命武器。

### 香港以外地區

#### 中國大陸
中華人民共和國外交部發言人耿爽11月18日在例行記者會上答記者提問「中方是否應該允許學生離開」時，指警方所作所為完全是依法保障香港居民的生命和財產安全，維護正常的社會秩序。
《環球時報》總編輯胡锡进建議警察「直接發射實彈」，一旦有「暴徒」被擊斃「警察不負法律責任」。香港警察在紅磡站向理工大學內的留守者播放歌曲的行為被內地網民戲稱為「香港理工大學音樂節」，11月18日更有一份名為《香港警察主办—香港理工大学音乐节》的歌單在中國內地爆紅，11月19日凌晨即已突破9萬播放量。

#### 中華民國（臺灣）
中華民國總統蔡英文於11月18日稱情況令人擔憂，應儘早結束，她呼籲香港與北京政府應面對自由、民主、人權的訴求，而不是以盾牌、子彈、手槍相對。在台的中國民運人士王丹於社交媒體表示，一旦中國政府在港屠殺人民、讓六四事件重演，必將廣為聯絡海外中國民主力量，協商各國的人權團體和港台移民團體，共同努力，促使國際社會抵制2022年中國舉辦冬季奧運會。

#### 英國
英國前外相聶偉敬呼籲特首林鄭月娥指令警方不可使用實彈。英國綠黨前主席班奈特女男爵則表示，收到很多要求國際關注事件，要求英國政府動用一切渠道緩和事態。上議院議員奧爾頓勳爵稱，必須阻止流血事件出現，要求林鄭月娥立即採取行動，阻止悲劇上演。
11月27日，英國非政府組織香港監察發佈學者聯署，全球超過3,700位知名教授及講師，包括性別研究專家朱迪芙·畢拿、哲學家斯拉沃熱·齊澤克、語言學家諾姆·杭士基等人聯署譴責香港警察的暴力行為，同時促請香港院校高層發出嚴正聲明，拒絕警方闖入校園、支持師生的集會自由，並重申大學有責任保障學術自由。

#### 美國
美國國務卿蓬佩奧稱非常關注事件，呼籲雙方保持克制，任何一方的暴力都不能接受，並強調單靠執法工作不能解決問題，香港政府必須回應社會訴求，包括成立獨立調查委員會以增強問責性，香港政府有根本性的責任使香港回復平靜，重申希望中國政府履行《中英聯合聲明》中的承諾，保護香港的自由民主和法律制度。美國眾議員吉姆·麥克高文強調，「全世界在觀望」目前香港的情況，更多暴力及流血只會令事態惡化，促請港府在處理事件時保持克制。
美國參議員約什·霍利譴責香港警察正在理工大學製造人道危機特別是醫療方面的危機，呼籲香港特區政府應該停止現在的做法，以及香港警察應該要停止暴力鎮壓示威抗議。同時霍利亦讚揚香港理工大學内的示威者做的事正在啟發和改變世界，以及成功感動美國參議院，對此他感謝示威者的勇氣和英勇。流亡美国的政论家陈破空认为香港警察攻击理工大學，即出动警察攻击一所著名大学，不但香港历史上所没有，即世界各国历史上也从来没有过。

#### 歐洲聯盟
對於大批穿反光衣的義務急救員和救護員在2019年11月17日離開理大校園時均被警方拘捕，歐盟對外事務部發言人科齊揚契奇（Maja Kocijancic）在回應事件時，指醫療人員在試圖協助治理傷者時被執法人員拘捕是令人十分關注的，更指香港警方的所為即使是發生在戰爭中，亦會觸犯《日內瓦公約》。

#### 联合国
11月19日，联合国人权事务高级专员办事处發表聲明敦促香港政府尽一切努力缓和局势，解决留在校内的人所面临的明显恶化的人道主义形势，并促使事态得到和平解决。表示不贊同參與抗议的人诉诸极端暴力（包括针对警察的暴力）并且呼籲所有参与抗议的人放弃并谴责使用暴力。聲明又認為應該對暴力行為問責，包括被指控違法暴力之個人及警察。另外在2020年2月，聯合國人權理事會下的3名特別報告員及任意拘留問題工作組副主席，聯名致函香港特區政府及中國外交部，關注理工大學衝突中有大量穿有反光衣及展示註冊證的醫務人員遭到拘捕的事件，並且對香港政府稱「暴徒偽裝成急救員」的說法表示質疑。

## 相關紀錄片
理大衝突期間，有不少人在艱難危險的環境下到場拍攝記錄。其中「香港紀錄片工作者」團隊拍攝了片長88分鐘的紀錄片《理大圍城》，記錄了現場的留守者被警察重重包圍時的徬徨與掙扎。該電影被香港政府轄下的電檢處評為「三級」、禁止未成年人觀看，又指該紀錄片「部份內容或評論亦可能未獲證實或有誤導成份」；其後《理大圍城》奪得阿姆斯特丹國際紀錄片電影節最佳剪接獎和2020年度香港電影評論學會大獎最佳電影獎。高先電影原本計劃藉香港獨立電影節之際播映該紀錄片，但其後因爲受到文匯報等建制派媒體批評而取消播映；在台灣，《理大圍城》於2020年度台灣國際紀錄片影展獲得播映。
而香港媒體眾新聞亦首次製作新聞紀錄片《紅磚危城》，記錄了理大被圍困期間的傷痛畫面和警察暴力發生的過程；為親建制派媒體撰寫專欄的作家屈穎妍，指該片是犯罪紀錄，聲稱該片是「一齣站在暴徒角度拍攝的紀錄片，帶有偏見、為罪犯漂白」。《紅磚危城》入選第13屆香港獨立電影節。

## 外部連結
- 维基共享资源上的相關多媒體資源：香港理工大學衝突
- 由眾新聞製作的理大衝突互動式地圖 （页面存档备份，存于）（中文）
- The saga of the siege at Hong Kong's PolyU （页面存档备份，存于）（南華早報）（英文）